# 動漫我要聽
《動漫我要聽》是臺灣的一個廣播節目，2011年5月14日於台北都會休閒音樂台（Bravo電台，FM91.3）正式開播至2020年12月26日止。於2021年1月2日開始播放精選特集。節目內容以動畫、漫畫、遊戲、小說、音樂、御宅族文化為主題介紹，以ACGN相關工作者為訪談對象，也是臺灣唯一的ACGN主題廣播節目。

## 概要

### 榮譽紀錄
- 第52屆金鐘獎 廣播金鐘獎 藝術文化節目獎 入圍
- 第53屆金鐘獎 廣播金鐘獎 藝術文化節目主持人獎 入圍

### 主持群
節目設有主持群，團隊名為「電波里發展促進會」。主持人李勇為資深配音員，助理主持大多為新生代配音員。

#### 主持人
- 李勇（勇伯、主持人、電波里長）

#### 助理主持群
- 現任
  - 余孟珂（卡魯）
  - 連思宇（叮噹）
  - 高嘉鎂（嘎嘎）
  - 呂筱薇（小威）
  - 江欣怡（咩冷）
  - 陽子
  - 蕾蕾
  - Be胖

- 歷任
  - 張騰（魯邦）
  - 梁瀚文（肚肚）
  - 周佳樺（WALA）
  - 張惠婷（HIRO）
  - 吳敏綺（mickey）
  - 劉艾靈（艾莉）
  - 許綾娟（綾綾）
  - 阿雪
  - 比鄰
  - 陳孟瑄（小孟）
  - 達姆
  - 阿馨
  - 孫若薇（諾維）
  - 張乃文（大乃）

### 發行
- 電波里教會我的24件事（內容包含官方facebook專頁上的四格漫畫，以及電波里里民機密檔案。）

### 節目單元
節目主要單元如下：
- 長伯報告：介紹國內外ACGN作品。
- 民那卡西：介紹國內外ACGN作品音樂、樂團、歌手；邀請臺灣的樂團、歌手前來受訪。
- 達人上菜：邀請臺灣的ACGN相關創作家與工作者前來受訪。
- 電波點唱機：播放聽眾點播歌曲。
- 臺灣原創吧：專門介紹臺灣原創作品，並以朗讀形式呈現作品劇情片段。
- 電波法庭：由里民向其他三位推薦一部作品、一位作者或一個文化潮流。

## 節目集數列表
| 2011年節目集數列表 | 2011年節目集數列表 | 2011年節目集數列表                         | 2011年節目集數列表 |
| 日期               | 單元               | 標題                                       | 受訪者             |
| ------------------ | ------------------ | ------------------------------------------ | ------------------ |
| 2011年5月14日      | 里長伯報告         | 勇氣無限大！經典冒險的童年夢想             | －                 |
| 2011年5月14日      | 達人上菜           | 甜美清晰的王牌美聲 劉小芸                  | 劉小芸             |
| 2011年5月14日      | 里民那卡西         | 青春熱血不插電樂團 肝連王                  | 肝連王樂團         |
| 2011年5月21日      | 里長伯報告         | 輕鬆、幽默、大好評的趣味搞笑漫畫！         | －                 |
| 2011年5月21日      | 達人上菜           | 跨越劇場與錄音間 蔣篤慧                    | 蔣篤慧             |
| 2011年5月21日      | 里民那卡西         | CD音質般的輕柔嗓音 秋莉蓮                  | 秋莉蓮             |
| 2011年5月28日      | 里長伯報告         | 玩不膩的RPG國產遊戲再現身                  | －                 |
| 2011年5月28日      | 達人上菜           | 讓電玩更多生命力 賀宇傑                    | 賀宇傑             |
| 2011年5月28日      | 里民那卡西         | 在狹義與淒美之間 撩起你的苦澀回            | －                 |
| 2011年6月4日       | 里長伯報告         | 誘發文學新勢力 日本輕小說新風潮            | －                 |
| 2011年6月4日       | 達人上菜           | 夢幻萌系少女音 林美秀                      | 林美秀             |
| 2011年6月4日       | 里民那卡西         | 熱血到銀河的終焉 DMC樂團                   | DMC樂團            |
| 2011年6月11日      | 里長伯報告         | 解放你的想像力 擬人化的奇想世界            | －                 |
| 2011年6月11日      | 達人上菜           | 二次元文化的同人魅力 河馬                  | 河馬               |
| 2011年6月11日      | 里民那卡西         | 衝爆你的聽覺神經 Ring                      | Ring樂團           |
| 2011年6月18日      | 里長伯報告         | 來自深淵 異色奇幻的動作遊戲                | －                 |
| 2011年6月18日      | 達人上菜           | 日系卡拉OK市場的開拓者 小六                | 小六               |
| 2011年6月18日      | 里民那卡西         | 挾著龐大計畫的先行者 J@PLAN                | J@PLAN             |
| 2011年6月25日      | 里長伯報告         | 收集所有的童年 迪士尼經典動畫              | －                 |
| 2011年6月25日      | 達人上菜           | 帶著米奇去旅行 蔡志良                      | 蔡志良             |
| 2011年6月25日      | 里民那卡西         | 勇闖葛萊美 叫好又叫座的Disney配樂          | －                 |
| 2011年7月2日       | 里長伯報告         | 縮好你的脖子 踏入吸血鬼禁區                | －                 |
| 2011年7月2日       | 達人上菜           | 我是畫賣火柴小女孩的血多這樣1              | 蘭堂血多           |
| 2011年7月2日       | 里民那卡西         | 擁有72種面貌的音樂魔法師 菅野洋子          | －                 |
| 2011年7月9日       | 里長伯報告         | 讓我們一起穿越時空吧!                      | －                 |
| 2011年7月9日       | 達人上菜           | 我是畫賣火柴小女孩的血多這樣2              | 蘭堂血多           |
| 2011年7月9日       | 里民那卡西         | 超夢幻虛擬歌手 初音未來                    | －                 |
| 2011年7月16日      | 里長伯報告         | 天黑不可怕 開啟超自然之門的靈異漫畫        | －                 |
| 2011年7月16日      | 達人上菜           | 西瓜哥哥與神奇寶貝的冒險之旅               | 西瓜哥哥           |
| 2011年7月16日      | 里民那卡西         | 空靈 耽美 虛幻 梶浦由記                    | －                 |
| 2011年7月23日      | 里長伯報告         | 歷久彌新!越玩越有趣的Super                 | －                 |
| 2011年7月23日      | 達人上菜           | 六年級大男孩的浪漫情懷 時光屋David         | David              |
| 2011年7月23日      | 里民那卡西         | 揮灑你的熱血 街頭音樂遊戲機                | －                 |
| 2011年7月30日      | 里長伯報告         | 來自本土的新力量 台灣輕小說的新風潮        | －                 |
| 2011年7月30日      | 達人上菜           | 出版業新龍頭 台灣國際角川書店 施性吉       | 施性吉             |
| 2011年7月30日      | 里民那卡西         | 多重錄音的七彩聲音 志方晶子                | －                 |
| 2011年8月6日       | 里長伯報告         | 閉上眼睛 感受廣播劇的魅力                  | －                 |
| 2011年8月6日       | 達人上菜           | 出版業新龍頭 台灣國際角川書店 施性吉2      | 施性吉             |
| 2011年8月6日       | 里民那卡西         | 音樂創作是熱血的展現! 羊喔哩               | 羊喔哩             |
| 2011年8月13日      | 里長伯報告         | 到九又四分之三月台 與哈利波特一起長大!     | －                 |
| 2011年8月13日      | 達人上菜           | 重裝上陣!皇宇與他的鋼鐵少女們              | 皇宇               |
| 2011年8月13日      | 里民那卡西         | 溫暖厚實的嗓音 立揚                        | 立揚               |
| 2011年8月20日      | 里長伯報告         | 智慧、邏輯、推理 超厲害的高中生            | －                 |
| 2011年8月20日      | 達人上菜           | 給夢想一個舞台 開拓動漫 蘇微希             | 蘇微希             |
| 2011年8月27日      | 里長伯報告         | 你就是新文化的創造者與主宰者! 文明帝國     | －                 |
| 2011年8月27日      | 達人上菜           | 為玩家打造夢幻世界 中華網龍遊戲開發 Neo 1  | Neo                |
| 2011年8月27日      | 里民那卡西         | 用歌聲帶來愛與和平 超時空要塞              | －                 |
| 2011年9月3日       | 里長伯報告         | 打一場美味的仗！ 料理新鮮人Bambino         | －                 |
| 2011年9月3日       | 達人上菜           | 為玩家打造夢想世界 中華網龍遊戲開發 Neo 2  | Neo                |
| 2011年9月3日       | 里民那卡西         | 名偵探與平成歌姬的巧妙共舞 倉木麻衣        | －                 |
| 2011年9月10日      | 里長伯報告         | 讓夢想環繞你 超生活化的動漫周邊!           | －                 |
| 2011年9月10日      | 達人上菜           | 夢想事業 台灣Animate動漫畫專賣店 黃苑嘉    | 黃苑嘉             |
| 2011年9月10日      | 里民那卡西         | 角色單曲 唱出動漫人物獨特個性              | －                 |
| 2011年9月17日      | 里長伯報告         | 讓編輯苦苦哀求的漫畫家 冨樫義博            | －                 |
| 2011年9月17日      | 達人上菜           | 迷人多變又有媽媽味的好聲音 王瑞芹          | 王瑞芹             |
| 2011年9月17日      | 里民那卡西         | 縱橫交織的古典愛戀 交響情人夢              | －                 |
| 2011年9月24日      | 里長伯報告         | 在好萊塢電影中衝鋒陷陣 決勝時刻            | －                 |
| 2011年9月24日      | 達人上菜           | 讓二次元成真!Fatimaid女僕喫茶 吉他1        | 吉他               |
| 2011年9月24日      | 里民那卡西         | 從自宅錄音玩到電影配樂 川井憲次            | －                 |
| 2011年10月1日      | 里長伯報告         | 治癒疲乏的，是溫暖的心 夏目友人帳          | －                 |
| 2011年10月1日      | 達人上菜           | 讓二次元成真!Fatimaid女僕喫茶 吉他2        | 吉他               |
| 2011年10月1日      | 里民那卡西         | 島歌式的療癒唱腔 中孝介                    | －                 |
| 2011年10月8日      | 里長伯報告         | 你就是明日之星!明星志願                    | －                 |
| 2011年10月8日      | 達人上菜           | 國寶級聲音導演 王景平1                     | 王景平             |
| 2011年10月8日      | 里民那卡西         | 俄羅斯歌舞風情 真假公主                    | －                 |
| 2011年10月15日     | 里長伯報告         | 「 比鬼神更可怕的，是人心。」—盜墓筆記     | －                 |
| 2011年10月15日     | 達人上菜           | 國寶級聲音導演 王景平 2                    | 王景平             |
| 2011年10月15日     | 里民那卡西         | 氣勢磅礡的波蘭國立華沙愛樂管弦樂團         | －                 |
| 2011年10月22日     | 里長伯報告         | 勇敢面對不可預期的天災 寫實災難作品        | －                 |
| 2011年10月22日     | 達人上菜           | 跟著黃玉蓮 來一趟幸福的卡通之旅 黃玉蓮     | 黃玉蓮             |
| 2011年10月22日     | 里民那卡西         | 在爵士與動漫音樂間嬉遊 巴西之吻            | 巴西之吻樂團       |
| 2011年10月29日     | 里長伯報告         | 永遠經典的Final Fantasy！                  | －                 |
| 2011年10月29日     | 達人上菜           | 如Fantasy般的精彩人生 巴哈姆特FF版主Yunski | Yunski             |
| 2011年10月29日     | 里民那卡西         | 掀起電玩音樂大革命 植松伸夫                | －                 |
| 2011年11月5日      | 里長伯報告         | 不只是小女孩 充滿力量的飛天小女警          | －                 |
| 2011年11月5日      | 達人上菜           | 用鏡頭看見不一樣 野人大師                  | 野人大師           |
| 2011年11月5日      | 里民那卡西         | 百年配樂世家 紐曼家族                      | －                 |
| 2011年11月12日     | 里長伯報告         | 與眾不同的少女漫畫 櫻蘭高校男公關部        | －                 |
| 2011年11月12日     | 達人上菜           | 幻想寫實派神手 蒙其                        | 蒙其               |
| 2011年11月12日     | 里民那卡西         | 二次元也要追星 偶像大師The Idol Master     | －                 |
| 2011年11月19日     | 里長伯報告         | 在你身邊出沒的小小人 借物少女              | －                 |
| 2011年11月19日     | 達人上菜           | 活躍兩岸的經典聲音 于正昌                  | 于正昌             |
| 2011年11月19日     | 里民那卡西         | 台灣超人氣Nico歌手 Chia                    | Chia               |
| 2011年11月26日     | 里長伯報告         | 聽不懂也很快樂!有趣的自創語作品            | －                 |
| 2011年11月26日     | 達人上菜           | 正港台灣cosplay!無限人形劇場 風三少 1      | 風三少             |
| 2011年11月26日     | 里民那卡西         | 百年流傳 俠氣萬種的布袋戲音樂              | －                 |
| 2011年12月3日      | 里長伯報告         | 來自異世界 超無俚頭聖獸！                  | －                 |
| 2011年12月3日      | 達人上菜           | 正港台灣cosplay!無限人形劇場 風三少 2      | 風三少             |
| 2011年12月3日      | 里民那卡西         | 熱血痛快的Jam Project!                     | －                 |
| 2011年12月10日     | 里長伯報告         | 在愛與信賴中戰鬥下去！櫻花大戰特別企畫     | －                 |
| 2011年12月10日     | 達人上菜           | 櫻花大戰特別企劃 東京現場                  | －                 |
| 2011年12月10日     | 里民那卡西         | 櫻花大戰特別企劃 歌謠少女                  | －                 |
| 2011年12月17日     | 里長伯報告         | 大自然的反撲 帝王之力哥吉拉                | －                 |
| 2011年12月17日     | 達人上菜           | 讓動漫角色立體化 模型玩家零五              | 零五               |
| 2011年12月17日     | 里民那卡西         | 重現經典的超級機器人大戰                   | －                 |
| 2011年12月24日     | 特別企劃           | 陪你一起過聖誕                             | －                 |
| 2011年12月31日     | 特別企劃           | 與你一起飛躍2012                           | －                 |

| 2012年節目集數列表 | 2012年節目集數列表  | 2012年節目集數列表                                         | 2012年節目集數列表 |  |
| 日期               | 單元                | 標題                                                       | 受訪者             |  |
| ------------------ | ------------------- | ---------------------------------------------------------- | ------------------ |  |
| 2012年1月7日       | 里長伯報告          | 馳乘於正義的道路 假面騎士                                  | －                 |  |
| 2012年1月7日       | 達人上菜            | 在貼紙上看見米奇鰻的獨特創意                               | 米奇鰻             |  |
| 2012年1月7日       | 里民那卡西          | 甜美 可愛 又叛逆! 虛擬歌手阿通                             | －                 |  |
| 2012年1月14日      | 里長伯報告          | 燃燒吧!戰隊魂!超級戰隊系列                                 | －                 |  |
| 2012年1月14日      | 達人上菜            | 巧手剪出動漫頭 髮型設計師POKI                              | POKI               |  |
| 2012年1月14日      | 里民那卡西          | 超人氣聲優歌后 水樹奈奈                                    | －                 |  |
| 2012年1月21日      | 里長伯報告          | 在美食中獲取養身之道！中華一番                             | －                 |  |
| 2012年1月21日      | 達人上菜            | 熱情活力的新聲代 鈕凱暘 高幼帆1                            | 鈕凱暘、高幼帆     |  |
| 2012年1月21日      | 里民那卡西          | 不唱歌的日本聲優 石田彰                                    | －                 |  |
| 2012年1月28日      | 里長伯報告          | 變身、變身、變身！超人力霸王！                             | －                 |  |
| 2012年1月28日      | 達人上菜            | 熱情活力的新聲代 鈕凱暘 高幼帆 2                           | 鈕凱暘、高幼帆     |  |
| 2012年1月28日      | 里民那卡西          | 響遍世界各地的Family Mart歡迎鈴聲                          | －                 |  |
| 2012年2月4日       | 里長伯報告          | 國粹！方城超能力 用麻雀一統天下                            | －                 |  |
| 2012年2月11日      | 里長伯報告          | 陪你一起長大的好朋友 哆啦A夢                               | －                 |  |
| 2012年2月11日      | 達人上菜            | 動漫作品的強力推手 尖端出版 大破                           | 大破               |  |
| 2012年2月18日      | 里長伯報告          | 不論男女都會有的心跳回憶                                   | －                 |  |
| 2012年2月18日      | 里民那卡西          | 心跳回憶勾人心弦的印象歌曲                                 | －                 |  |
| 2012年2月25日      | 里長伯報告          | 變身吧!魔法少女們!                                         | －                 |  |
| 2012年2月25日      | 達人上菜            | 令人驚奇的妖怪世界 台灣鬼太郎專賣店                        | 黃店長             |  |
| 2012年3月3日       | 里長伯報告          | 古色古香 山水如畫 讓你想穿越螢幕的武俠遊戲                 |                    |  |
| 2012年3月3日       | 里民那卡西          | 瀟灑又奇幻的星際牛仔                                       |                    |  |
| 2012年3月10日      | 里長伯報告          | 80年代的經典漫畫家 北条司                                  | －                 |  |
| 2012年3月10日      | 達人上菜            | 舞動手中的劍吧! 光劍製造玩家 馬可多                        | 馬可多             |  |
| 2012年3月17日      | 里民那卡西 特別節目 | 台灣迪士尼歌唱指導 謝文德                                  | 謝文德             |  |
| 2012年3月24日      | 里長伯報告          | 永不褪色的童年 櫻桃小丸子                                  |                    |  |
| 2012年3月24日      | 達人上菜            | 慢一步你就買不到 超秒殺漫畫家Salah-D                       | Salah-D            |  |
| 2012年3月31日      | 里長伯報告          | 不懂運動的女孩看過來 超熱血運動漫畫                        |                    |  |
| 2012年3月31日      | 里民那卡西          | 在樂聲中聽見鋼之鍊金術師的不同意境                         |                    |  |
| 2012年4月7日       | 里長伯報告          | 近未來電影導演 押井守                                      | －                 |  |
| 2012年4月7日       | 達人上菜            | 新聞小編的生活週記 巴哈姆特Ken                             | Ken                |  |
| 2012年4月14日      | 里長伯報告          | 人人都想要卻無法擁有的超能力 科學超電磁砲                  |                    |  |
| 2012年4月14日      | 里民那卡西          | 充滿魅力的雙人組合 fripSide                                |                    |  |
| 2012年4月21日      | 里長伯報告          | 亂世爭霸 豪氣萬千—三國系列                                 |                    |  |
| 2012年4月21日      | 達人上菜            | 筆觸如詩的水墨漫畫家 落翼殺LOIZA                           | LOIZA              |  |
| 2012年4月28日      | 里長伯報告          | 三國與戰國碰撞出的火花─光榮無雙系列                        |                    |  |
| 2012年4月28日      | 里民那卡西          | 又唱又跳的經典動畫歌舞片 埃及王子                          |                    |  |
| 2012年5月5日       | 里長伯報告          | 讓人回味無窮的玩偶遊戲                                     | －                 |  |
| 2012年5月5日       | 達人上菜            | 演活所有角色 能唱能笑的謝佼娟                              | 謝佼娟             |  |
| 2012年5月12日      | 里長伯報告          | 在吉卜力美術館中一起迷路吧！                               |                    |  |
| 2012年5月12日      | 里民那卡西          | 聽見無窮的創意與生命力 花世紀What Century                  | 花世紀樂團         |  |
| 2012年5月19日      | 里長伯報告          | 永不退燒的卡片動畫-庫洛魔法使                              | －                 |  |
| 2012年5月19日      | 達人上菜            | Mr. Chief Editor 飛魚創意總編輯 陳清淵                     | 陳清淵             |  |
| 2012年5月26日      | 里長伯報告          | 美女如雲—赤松健的世界                                      | －                 |  |
| 2012年5月26日      | 里民那卡西          | 國民動畫海賊王 經典配樂再發現                              | －                 |  |
| 2012年6月2日       | 達人上菜            | 週年特別企劃 踏入神燈使者的奇幻世界 馬桶上的阿拉丁—風聆    | 風聆               |  |
| 2012年6月9日       | 達人上菜            | 週年特別企劃 繪出神燈使者的奇幻世界 馬桶上的阿拉丁—Kurudaz | Kurudaz            |  |
| 2012年6月16日      | 里長伯報告          | 家有一老 如有一寶—畫出人生百態的老夫子                     | －                 |  |
| 2012年6月16日      | 里民那卡西          | 在二次元世界也傳唱不已的經典好歌                           | －                 |  |
| 2012年6月23日      | 里長伯報告          | 天龍地虎 凹凸組合 青澀酸甜的校園純愛                       | －                 |  |
| 2012年6月23日      | 達人上菜            | 駕著改裝鋼彈風光全台 培旭部長                              | 培旭部長           |  |
| 2012年6月30日      | 里長伯報告          | 新時代女性的理想國度—彩雲國物語                            | －                 |  |
| 2012年6月30日      | 里民那卡西          | 莊嚴 神聖 人性 經典文學動畫鐘樓怪人                        | －                 |  |
| 2012年7月7日       | 里長伯報告          | 夢想、戀愛、友情與盡情揮灑的青春—蜂蜜幸運草                | －                 |  |
| 2012年7月7日       | 達人上菜            | 在漫畫中釋放超能力 國民少女漫畫家 陳漢玲                   | 陳漢玲             |  |
| 2012年7月14日      | 里長伯報告          | 獨樹一格的網路回合制戰鬥遊戲 Cross Gate魔力寶貝            | －                 |  |
| 2012年7月14日      | 里民那卡西          | 個性魅力雙人組合 angela                                    | －                 |  |
| 2012年7月21日      | 里長伯報告          | 那些曾留有足跡的人們 失落的文明                            | －                 |  |
| 2012年7月21日      | 達人上菜            | 打造夢想 海賊時代主題餐廳 阿億船長                         | 阿億船長           |  |
| 2012年7月28日      | 里長伯報告          | 顛覆傳統的戀愛遊戲─乙女的戀革命                            | －                 |  |
| 2012年7月28日      | 里民那卡西          | 巧妙鋪陳前後呼應 魔導少年片尾曲                            | －                 |  |
| 2012年8月4日       | 里長伯報告          | 體驗千百個人生 玻璃假面                                    | －                 |  |
| 2012年8月4日       | 達人上菜            | 推起桃園動漫新風潮 策展人 羅禾淋                           | 羅禾淋             |  |
| 2012年8月11日      | 里長伯報告          | 十二都市 十二少女的愛情物語-青澀寶貝                       | －                 |  |
| 2012年8月11日      | 里民那卡西          | 和輕音少女一起搖滾! K-ON輕音部!                            | －                 |  |
| 2012年8月18日      | 里長伯報告          | 衝破你的想像力與爆發力 超能力運動！                        | －                 |  |
| 2012年8月18日      | 達人上菜            | 動畫一手包辦 「台灣的新海誠」艾雷迪                        | 艾雷迪             |  |
| 2012年8月25日      | 里長伯報告          | 不一樣的推理作品 魔人偵探腦嚙涅羅                          | －                 |  |
| 2012年8月25日      | 里民那卡西          | 感人肺腑的動畫 扣人心弦的歌曲 AIR                          | －                 |  |
| 2012年9月1日       | 里長伯報告          | 手到擒來 潛伏於城市的黑暗—奇幻恐怖喜劇作品                 | －                 |  |
| 2012年9月1日       | 達人上菜            | 玩出專業 超人氣Cosplay服裝設計師 紅月司                    | 紅月司             |  |
| 2012年9月8日       | 里長伯報告          | 跨越一萬兩千年的愛戀──創聖機械天使                         | －                 |  |
| 2012年9月8日       | 里民那卡西          | 劃破寒夜的一道暖陽 重唱團體 bless4                         | －                 |  |
| 2012年9月15日      | 里長伯報告          | 側耳傾聽迷惘的青春─心之谷                                  | －                 |  |
| 2012年9月15日      | 達人上菜            | 辛辣主婦! 人妻日記捲兔兔&布美孟兔                          | 捲兔兔、布美孟兔   |  |
| 2012年9月22日      | 里長伯報告          | 繽紛閃耀的夢幻王國──迪士尼樂園                             | －                 |  |
| 2012年9月22日      | 里民那卡西          | 動畫藝術與古典音樂的完美結合 ─Fantasia幻想曲               | －                 |  |
| 2012年9月29日      | 里長伯報告          | 歷久不衰的金髮美女-芭比娃娃                                | －                 |  |
| 2012年9月29日      | 里民那卡西          | Bossa Nova與動漫歌曲的完美融合 Clementine橘兒              | －                 |  |
| 2012年10月6日      | 里長伯報告          | 至聖鮮師 麻辣風格—顛覆傳統的教師作品                       | －                 |  |
| 2012年10月6日      | 里民那卡西          | 華麗 詭譎 魅惑的歌德蘿莉風格 ALI PROJECT                   | －                 |  |
| 2012年10月13日     | 里長伯報告          | 老經典 新詮釋—文學改編而來的武俠遊戲                       | －                 |  |
| 2012年10月13日     | 達人上菜            | 不同土地 共同努力! 台灣ComicNova&香港數碼                  |                    |  |
| 2012年10月20日     | 里長伯報告          | 永遠的傳奇—時空幻境系列                                    | －                 |  |
| 2012年10月20日     | 里民那卡西          | 樂句中的奇幻旅程—永遠的傳奇系列配樂                        | －                 |  |
| 2012年10月27日     | 里長伯報告          | Some Things Are Just Worth Fighting For—星海爭霸Ⅱ          | －                 |  |
| 2012年10月27日     | 達人上菜            | 帶你看透戰場的一切 星海爭霸Ⅱ專業賽評 Beta                  | Beta               |  |
| 2012年11月3日      | 里長伯報告          | 我的家庭真不可愛—獵奇家庭 阿達一族                         | －                 |  |
| 2012年11月3日      | 里民那卡西          | 與德古拉決戰! 《惡魔城X月下夜想曲》                        | －                 |  |
| 2012年11月10日     | 里長伯報告          | 一吻定終身 浪漫搞笑的少女漫畫—惡作劇之吻                   | －                 |  |
| 2012年11月10日     | 達人上菜            | 親手做出愛麗絲的奇幻世界 Zoel 若曜                         | Zoel               |  |
| 2012年11月16日     | 里民那卡西 特別節目 | 機器人動畫代表 鋼彈系列 SEED&SEED DESTINY音樂特別篇        | －                 |  |
| 2012年11月24日     | 里長伯報告          | 金光四射 正義之魂！金屬英雄系列                            | －                 |  |
| 2012年11月24日     | 達人上菜            | 性別年齡不是問題 男聲女聲七十二變 姜瑰瑾                   | 姜瑰瑾             |  |
| 2012年12月1日      | 里長伯報告          | 明治劍客浪漫譚—神劍闖江湖                                  | －                 |  |
| 2012年12月1日      | 里民那卡西          | 游海底世界 與小美人魚一同唱歌                              | －                 |  |
| 2012年12月8日      | 里長伯報告          | 穿越時空擁後宮—遙久時空系列                                | －                 |  |
| 2012年12月8日      | 達人上菜            | 世間罕見的鳥控 繪師ErA                                     | ErA                |  |
| 2012年12月15日     | 里長伯報告          | 典雅貴族 尊爵享受 來自維多利亞的浪漫                       | －                 |  |
| 2012年12月15日     | 里民那卡西          | 撫慰人心的清新嗓音—動漫情人 下川美娜                       | －                 |  |
| 2012年12月22日     | 達人上菜 特別節目   | 無私奉獻動漫畫寫作與推廣集一生，傻呼嚕同盟召集人─Jo-Jo     | Jo-Jo              |  |
| 2012年12月29日     | 跨年 特別節目       | 末日之後、希望之前                                         | －                 |  |

| 2013年節目集數列表 | 2013年節目集數列表 | 2013年節目集數列表                                           | 2013年節目集數列表  |
| 日期               | 單元               | 標題                                                         | 受訪者              |
| ------------------ | ------------------ | ------------------------------------------------------------ | ------------------- |
| 2013年1月5日       | 里長伯報告         | 是神還是坑？令人又愛又恨的CLAMP                              | －                  |
| 2013年1月5日       | 里民那卡西         | 能演能唱 聲歌雙棲 人氣聲優茅原實里                           | －                  |
| 2013年1月12日      | 里長伯報告         | 生命總是充滿未知—鋼之鍊金術師                                | －                  |
| 2013年1月12日      | 達人上菜           | 量身訂製一個炫麗叛逆的世界 凡爾賽服裝工作室 Akuna            | Akuna               |
| 2013年1月19日      | 里長伯報告         | 讓人憶起純純又青澀的初戀─小紅豆                              | －                  |
| 2013年1月19日      | 里民那卡西         | 甜美女聲秋莉蓮 再度治癒你的心                                |                     |
| 2013年1月26日      | 里長伯報告         | 家喻戶曉的經典名作─非正規品獵人洛克人X系列                   | －                  |
| 2013年1月26日      | 達人上菜           | 用逗趣插畫說貓的壞話! 貓小姐                                 | 貓小姐              |
| 2013年2月2日       | 里長伯報告         | 風馳雷電 極速快感 Need For Speed                             | －                  |
| 2013年2月2日       | 里民那卡西         | Bossa Nova與動漫歌曲的完美融合 Clementine橘兒                |                     |
| 2013年2月9日       | 春節 特別節目      | 動漫我要聽賀新春！                                           | －                  |
| 2013年2月16日      | 里長伯報告         | 兄弟姊妹齊聚一堂—妹妹公主＆兄弟鬥爭                          | －                  |
| 2013年2月16日      | 達人上菜           | 老媽，我想上廣播！超人氣網路繪師睫毛                         | 睫毛                |
| 2013年2月23日      | 里長伯報告         | 開學季！青春無敵的「笑」園生活                               | －                  |
| 2013年2月23日      | 里民那卡西         | 亦男亦女 雙聲線的好歌喉 小歐                                 | 小歐                |
| 2013年3月2日       | 里長伯報告         | 用幽默看世界—娃娃看天下                                      | －                  |
| 2013年3月2日       | 達人上菜           | 《FORCE原力誌》 陳正益VS《芒神》奕辰 讓你看見原創力量!       | 陳正益、林奕辰      |
| 2013年3月9日       | 里長伯報告         | 惡魔退散！驅魔少年&青之驅魔師                                | －                  |
| 2013年3月9日       | 里民那卡西         | 仙俠界的好聲音 創作型才女 董貞                               | －                  |
| 2013年3月16日      | 里長伯報告         | 我反對！超人氣法庭辯論推理遊戲 逆轉裁判                      | －                  |
| 2013年3月16日      | 達人上菜           | 搭造自己的夢想舞台 ACG Band Live 桿子&魚妹                   | 桿子、魚妹          |
| 2013年3月23日      | 里長伯報告         | 宮崎駿式的夢遊仙境—神隱少女                                  | －                  |
| 2013年3月23日      | 里民那卡西         | 讓Kalafina的優美歌聲 直擊你的心緒                            | －                  |
| 2013年3月30日      | 里長伯報告         | 你的初戀也是她？來自宇宙的電擊少女—福星小子                  | －                  |
| 2013年3月30日      | 達人上菜           | 專業玩遊戲! 巴哈姆特節目部企畫 小鈺                          | 小鈺                |
| 2013年4月6日       | 里長伯報告         | 100集特別企畫 盡情的異想天開吧！ 超熱門迪士尼動畫 飛哥與小佛 | －                  |
| 2013年4月6日       | 里民那卡西         | 100集特別企畫 飛哥與小佛 膾炙人口的熱門金曲                  | －                  |
| 2013年4月13日      | 里長伯報告         | 故事中有故事 不童話的童話—彩夢芭蕾                           | －                  |
| 2013年4月13日      | 達人上菜           | 台灣手機遊戲之光Cytus製作人─游名揚                           | 游名揚              |
| 2013年4月20日      | 里長伯報告         | 喚醒你的青春記憶—中二病也想談戀愛                            | －                  |
| 2013年4月20日      | 里民那卡西         | 改編中文一樣好聽 真珠美人魚                                  | －                  |
| 2013年4月27日      | 里長伯報告         | 溫馨奶爸當自強—白兔玩偶                                      | －                  |
| 2013年4月27日      | 達人上菜           | 狼來了!繪圖與音樂的美妙結合 《寰宇星狼》十二嵐&羊咩          | 十二嵐、羊咩        |
| 2013年5月4日       | 里長伯報告         | 男女逆轉的世界—大奧                                          | －                  |
| 2013年5月4日       | 里民那卡西         | 體驗不斷攻陷日本公信榜的魅力團體 生物股長                    | －                  |
| 2013年5月11日      | 里長伯報告         | 改造大作戰！完美小姐進化論                                   | －                  |
| 2013年5月11日      | 達人上菜           | 把最喜歡的動漫人物痛到車上! 痛車文化推廣協會 AJ              | AJ                  |
| 2013年5月18日      | 兩週年 特別節目    | 里長伯報告 凡是自然捲的傢伙都是好人 《銀魂》                 |                     |
| 2013年5月25日      | 達人上菜 特別節目  | 搭上方舟 一起展開全世界的奇幻航行吧 彭傑&王士豪              | 彭傑 王士豪         |
| 2013年6月1日       | 里長伯報告         | 這可不是鬧著玩的遊戲—刀劍神域 SAO                            | －                  |
| 2013年6月1日       | 里民那卡西         | 老朋友回娘家 跟巴西之吻再度搖擺                              |                     |
| 2013年6月8日       | 里長伯報告         | 天啊！他們怎麼那麼可愛！動物小町                             | －                  |
| 2013年6月8日       | 里民那卡西         | 與田中公平一起航向偉大的航道!                                | －                  |
| 2013年6月15日      | 里長伯報告         | 我家有女初長成—美少女夢工廠                                  | －                  |
| 2013年6月15日      | 達人上菜           | 讓歷史更有趣!《Creative Comic Collection 創作集》            | 黃冠華、李亞倫      |
| 2013年6月22日      | 里長伯報告         | 你是否也是開關少年少女？—《變身指令》＆《男女蹺蹺板》        | －                  |
| 2013年6月22日      | 里民那卡西         | 擁有迷人低沉好嗓音的Nico歌手 跌倒                            | 跌倒                |
| 2013年6月29日      | 里長伯報告         | 手塚的神秘科幻世界—《三眼神童》                              | －                  |
| 2013年6月29日      | 達人上菜           | 不管輪迴幾次都要偷走你的心 米絲琳                            | 米絲琳              |
| 2013年7月6日       | 里長伯報告         | 七年級生的兒時救世主—《魔神英雄傳》                          | －                  |
| 2013年7月6日       | 達人上菜           | 《銀魂》御用搖滾樂團—DOES                                    | －                  |
| 2013年7月13日      | 里長伯報告         | 天堂有路你不走 地獄無門偏要闖—《地獄少女》                   | －                  |
| 2013年7月13日      | 達人上菜           | 讓創意與漫畫通通大亂鬥吧 韋宗成                              | 韋宗成              |
| 2013年7月20日      | 里長伯報告         | 沒有劍與魔法的奇幻世界 《狼與辛香料》的香料商道              | －                  |
| 2013年7月20日      | 里民那卡西         | 用音樂譜出自己的故事 KillerBlood                             | KillerBlood         |
| 2013年7月27日      | 里長伯報告         | 風靡大街小巷 大人小孩都喜愛—《Keroro軍曹》                   | －                  |
| 2013年7月27日      | 達人上菜           | 走入亞甸大陸的夢幻國度 九藏喵窩                              | 九藏                |
| 2013年8月3日       | 里長伯報告         | 人人都想成為大富翁                                           | －                  |
| 2013年8月3日       | 里民那卡西         | 在歌聲中展開壯大的冒險! One Piece 劇場版主題曲               | －                  |
| 2013年8月10日      | 里長伯報告         | 人性貪婪與慾望的深刻描繪—《恐怖寵物店》                      | －                  |
| 2013年8月10日      | 達人上菜           | 給你無限的知識與想像力 銘顯文化創意總監 影繪                 | 影繪                |
| 2013年8月17日      | 里長伯報告         | 「嗨，威爾森先生！」隔壁鄰居是小搗蛋—《淘氣阿丹》            | －                  |
| 2013年8月17日      | 里民那卡西         | 灼眼的禁書目錄─川田真美                                      | －                  |
| 2013年8月24日      | 里長伯報告         | 戀愛能量不足 來補充點維他命！──VitaminX                      | －                  |
| 2013年8月24日      | 達人上菜           | 伸手抓住你的夢想! Animate Stage 鮭魚方&北斗                  | 鮭魚方、北斗        |
| 2013年8月31日      | 里長伯報告         | 莊周夢蝶 我夢紅樓──紅樓夢                                    | －                  |
| 2013年8月31日      | 里民那卡西         | 豎起耳朵聽他迷人的聲音 美聲王子 止水                         |                     |
| 2013年9月7日       | 里長伯報告         | 最成功的遊戲女英雄─古墓奇兵                                  | －                  |
| 2013年9月7日       | 達人上菜           | 次元突破! 跟著Hinac一起聖地巡禮!                             | Hinac               |
| 2013年9月14日      | 里長伯報告         | 我也要穿越談個戀愛─《紙莎草書》＆《彼方之月》                | －                  |
| 2013年9月14日      | 里民那卡西         | 撫癒你的心靈 甜美溫柔的伊藤真澄                              | －                  |
| 2013年9月21日      | 達人上菜 特別節目  | 為經典動畫角色注入靈魂─馮友薇                                | 馮友薇              |
| 2013年9月28日      | 里長伯報告         | 魅力中性嗓音 美少年代表聲                                    | －                  |
| 2013年9月28日      | 里民那卡西         | 薩克斯風+動漫音樂的趣味展現 Tough Wings                      | Tough Wings樂團     |
| 2013年10月5日      | 里長伯報告         | 時光一去不復返─四疊半宿舍‧青春迷走                           | －                  |
| 2013年10月5日      | 達人上菜           | 到內灣 來一趟繽紛的漫畫之旅! 內灣漫畫館                      |                     |
| 2013年10月12日     | 里長伯報告         | 令人目不轉睛的心戰對決─詐欺遊戲＆鬼影投手                    | －                  |
| 2013年10月12日     | 里民那卡西         | 燃起你的戰隊魂! PSYCHIC LOVER                                | －                  |
| 2013年10月19日     | 里長伯報告         | 輕鬆溫馨的靈異作品—花田少年史                                | －                  |
| 2013年10月19日     | 達人上菜           | 發揮聲線最大潛能 林凱羚                                      | 林凱羚              |
| 2013年10月26日     | 里長伯報告         | 用想像力創造無限的恐怖─伊藤潤二                              | －                  |
| 2013年10月26日     | 達人上菜           | 給Vocaloid更豐富的生命 國人原創作曲家Hoskey                  | Hoskey              |
| 2013年11月2日      | 里長伯報告         | 乘著黑夜翩然降臨──神風怪盜貞德＆怪盜聖少女                   | －                  |
| 2013年11月2日      | 達人上菜           | 你不知道的同人文化歷史 資深同人創作者MW                      | MW                  |
| 2013年11月9日      | 達人上菜 特別節目  | 我們都有一個相同的夢─原創動畫電影《夢見》                    | 翁文信、張永昌      |
| 2013年11月16日     | 達人上菜 特別節目  | 在夢裡的聲音世界──夢見聲優專訪                               | 李勇、穆宣名、 薛晴 |
| 2013年11月23日     | 里長伯報告         | 我也希望有個女神在身邊 幸運女神                              | －                  |
| 2013年11月23日     | 里民那卡西         | 與史努比來一場音樂PARTY!                                     |                     |
| 2013年11月30日     | 里長伯報告         | 樂觀少女的男校冒險─花樣少年少女                              | －                  |
| 2013年11月30日     | 達人上菜           | 沒有漫畫就無法生存的艾姆兔!                                  | 艾姆兔              |
| 2013年12月7日      | 里長伯報告         | 偵探哪有那麼萌                                               | －                  |
| 2013年12月7日      | 里民那卡西         | GRANRODEO                                                    |                     |
| 2013年12月14日     | 達人上菜 特別節目  | 漫畫與藝術的溝通橋樑 － 柏阿橘                               | 柏阿橘              |
| 2013年12月21日     | 里長伯報告         | 聖誕夜驚魂                                                   | －                  |
| 2013年12月21日     | 里民那卡西         | 小小的身體卻有宏亮的歌聲~高橋瞳                              |                     |
| 2013年12月28日     | 跨年 特別節目      | 跨年特別節目                                                 | －                  |

| 2014年節目集數列表 | 2014年節目集數列表  | 2014年節目集數列表 | 2014年節目集數列表 |
| 日期               | 單元                | 標題 | 受訪者             |
| ------------------ | ------------------- | --- | ------------------ |
| 2014年1月4日       | 里長伯報告          | 聲優偶像化 |                    |
| 2014年1月4日       | 達人上菜            | 踏入奇幻人偶的夢之島 == 資深玩家夏棎與皮諾丘主辦人                                                                      |                    |
| 2014年1月11日      | 里長伯報告          | 驚爆危機 | －                 |
| 2014年1月11日      | 里民那卡西          | 中國x日本 國樂x動漫音樂 ─小鹿                                                                                           |                    |
| 2014年1月18日      | 里長伯報告          | 忍者亂太郎 | －                 |
| 2014年1月18日      | 達人上菜            | 打造桌遊店新典範！專訪樂氣球店長章魚哥                                                                                  |                    |
| 2014年1月25日      | 里長伯報告          | 你知道這些聲音是同一個人嗎                                                                                              | －                 |
| 2014年1月25日      | 里民那卡西          | 甜美歌姬再臨電波里 ─ Chia洽                                                                                             |                    |
| 2014年2月1日       | 春節 特別節目       | 動漫我要聽賀新春！ | －                 |
| 2014年2月8日       | 里長伯報告          | 笨蛋，測驗，召喚獸 | －                 |
| 2014年2月8日       | 達人上菜            | 把幻想化為真實 讓你嘆為觀止的原型師 － PKKing美術模型工作室慶仔                                                         | 慶仔               |
| 2014年2月15日      | 里長伯報告          | 心靈判官 Psycho-pass | －                 |
| 2014年2月15日      | 里民那卡西          | 電波系女聲~藥師丸悅子                                                                                                   |                    |
| 2014年2月22日      | 里長伯報告          | 愛麗絲在哪個仙境夢遊 | －                 |
| 2014年2月22日      | 達人上菜            | 誰說中南部沒有同人活動 就讓GJ一次滿足你多個願望 ─ 行銷企劃 羽毛 & 行銷企劃兼資訊專員 傑諾米                             |                    |
| 2014年3月1日       | 里長伯報告          | 用料理抓住她的心吧 | －                 |
| 2014年3月1日       | 里民那卡西          | 紅色的天空下 用高亢歌聲振奮人心的歌姬 ─ 赤之空RED SKY的主唱 赤咲                                                        | 赤咲               |
| 2014年3月8日       | 里長伯報告          | 追逐夢想不分年齡，白髮蒼蒼，腰閃到也要去冒險-天外奇蹟                                                                   | －                 |
| 2014年3月8日       | 達人上菜            | 獨立闖蕩10多年終於殺出一條血路的全職道具師 ─ C.S.P道具工坊 曉欠                                                         | 曉欠               |
| 2014年3月15日      | 里長伯報告          | 你也能成為遊戲製作大師                                                                                                  | －                 |
| 2014年3月15日      | 里民那卡西          | 從橋本一子的音樂淺談20世紀音樂思潮                                                                                      | －                 |
| 2014年2月1日       | 達人上菜 特別節目   | 對日本上知天文，下知地理 無所不知，不人不曉的動漫朝聖達人 ─ 哈日杏子                                                    | 哈日幸子           |
| 2014年3月29日      | 里長伯報告          | 於迷霧中追尋真相，女神異聞錄4                                                                                           | －                 |
| 2014年3月29日      | 里民那卡西          | 清甜治癒的nico好嗓音 ─ 朔耶                                                                                             |                    |
| 2014年4月5日       | 里長伯報告          | 太陽之手烤出創意麵包—烘焙王                                                                                             |                    |
| 2014年4月5日       | 達人上菜            | 國外嘉賓來台的超級推手 開拓動漫 君和&惟中                                                                               |                    |
| 2014年4月12日      | 里長伯報告          | 什麼！？他們是小學生？                                                                                                  |                    |
| 2014年4月12日      | 里民那卡西          | 藏鏡人歌手Gabriela Robin調查報告                                                                                        |                    |
| 2014年4月19日      | 達人上菜 特別節目   | 24年又5個月的傳說 「塞車王子」大駕光臨電波里 － 周寧                                                                    | 周寧               |
| 2014年4月26日      | 里長伯報告          | 男女高中生的爆笑日常 |                    |
| 2014年4月26日      | 里民那卡西          | 跟自己男女對唱的Hyadain(前山田健一)                                                                                     |                    |
| 2014年5月3日       | 里長伯報告          | 聖劍傳說3 |                    |
| 2014年5月3日       | 達人上菜            | 看漫畫長知識的最佳範例 一起來醫檢師的次元世界探險吧 －繪師 Light Yue (賴特)                                             |                    |
| 2014年5月10日      | 里長伯報告          | 回憶總是最美-秋之回憶                                                                                                   |                    |
| 2014年5月10日      | 里民那卡西          | 秋之回憶--回憶之中的旋律                                                                                                |                    |
| 2014年5月17日      | 達人上菜 特別節目   | 達人專訪特別企劃-台灣本土原創漫畫家 勇闖跨界創作成功的先驅 ) －跨界漫畫家 傑利小子（胡覺隆老師）                        | 傑利小子           |
| 2014年5月24日      | 里長伯報告          | 依歡古色古香的唯美世界                                                                                                  |                    |
| 2014年5月24日      | 里民那卡西          | 體驗台灣原創音樂的感動 DTM創作交流會 Reo&3R2                                                                            | Reo 3R2            |
| 2014年5月31日      | 里長伯報告          | 在古典音樂世界中談場戀愛吧! 金色琴弦                                                                                    |                    |
| 2014年5月31日      | 達人上菜            | 用畫筆誠心的向水神致敬 成功面對一天只有24小時的漫畫人生 －東立漫畫家 飄緹亞                                             | 飄緹亞             |
| 2014年6月7日       | 電波點唱機          | 為你放送最想聽見的歌曲!                                                                                                 |                    |
| 2014年6月7日       | 里民那卡西          | 讓各式元素融合的繽紛色彩 帶你跨界聽動漫                                                                                 |                    |
| 2014年6月14日      | 達人上菜 特別節目   | 融合復古與刻劃現代完美女性的繪師 － Shawli (陳慧莉)                                                                     | Shawli (陳慧莉)    |
| 2014年6月21日      | 里長伯報告 特別節目 | 日本動畫大師 宮崎駿 |                    |
| 2014年6月28日      | 里長伯報告          | 歷史為骨，藝術為翼-秦時明月                                                                                             |                    |
| 2014年6月28日      | 里民那卡西          | 文青風美聲歌手 新居昭乃                                                                                                 |                    |
| 2014年7月5日       | 電波點唱機          | 為你放送最想聽見的歌曲!                                                                                                 |                    |
| 2014年7月5日       | 達人上菜            | 用甜點打造出動漫角色：手作甜點市集 －MEIMEI＆KINOKO                                                                     |                    |
| 2014年7月12日      | 里長伯報告          | 港漫的豪情世界 |                    |
| 2014年7月12日      | 里民那卡西          | 電影配樂大師蘭迪紐曼 |                    |
| 2014年7月19日      | 電波點唱機          | 風靡全球的狗狗SNOOPY-PEANUTS                                                                                            |                    |
| 2014年7月19日      | 達人上菜            | 和我們一起共同動手玩創作 探索格拍動畫的奇妙世界 －共玩創作總監吳彥杰                                                    | 吳彥杰             |
| 2014年7月26日      | 里長伯報告          | 東西交織的大正浪漫譚 |                    |
| 2014年7月26日      | 里民那卡西          | 夏日歌曲特輯 |                    |
| 2014年8月2日       | 電波點唱機 七夕特集 | Say Love! 電波里民為你千里傳情                                                                                          |                    |
| 2014年8月9日       | 里長伯報告          | 這朵孤芳不自賞 |                    |
| 2014年8月9日       | 達人上菜            | 在對與錯之外的另一種選擇 走大家不熟悉的路 堅持自己的夢想 －靠邊走藝術空間的創辦人 Ron                                   |                    |
| 2014年8月16日      | 里長伯報告          | 言小到底紅什麼 |                    |
| 2014年8月16日      | 里民那卡西          | 瑞典帥哥也愛星間飛行ミ☆音樂製作人Rasmus Faber                                                                           |                    |
| 2014年8月23日      | 里長伯報告          | 如少年漫畫熱血的少女漫畫──花牌情緣                                                                                      |                    |
| 2014年8月23日      | 達人上菜            | 台灣史上初！ 超豪華夢幻的ONLY Reality Fantasy -RF模型創作祭 －主辦開拓動漫代表 蓉珮 & 協辦夢工廠模型公仔工作室代表 永丞 |                    |
| 2014年8月30日      | 里長伯報告          | 出國就是要去迪士尼！ 諾維&大乃&叮噹的旅遊日記                                                                           |                    |
| 2014年8月30日      | 里民那卡西          | 聲優歌手王子──宮野真守                                                                                                  |                    |
| 2014年9月6日       | 電波點唱機          | 為你放送最想聽見的歌曲!                                                                                                 |                    |
| 2014年9月6日       | 達人上菜            | 你我的房間詩話──新秀漫畫家61Chi專訪                                                                                     | 61Chi              |
| 2014年9月13日      | 里長伯報告          | 日本漫畫不稀奇、本土創作才叫夯                                                                                          |                    |
| 2014年9月13日      | 里民那卡西          | 快跟上我的殘像吧〜音樂遊戲拓荒簡史                                                                                      |                    |
| 2014年9月20日      | 里長伯報告          | 迪士尼可愛的反派角色 |                    |
| 2014年9月20日      | 達人上菜            | 究竟是天堂還是地獄！？和達人一起踏上日本動漫行！ ─ hinac                                                                | hinac              |
| 2014年9月27日      | 電波點唱機          | 為你放送最想聽見的歌曲!                                                                                                 |                    |
| 2014年9月27日      | 里民那卡西          | 鏡頭另一端的魔術師－Mr.Rabbit Studio創辦人 米斯特兔                                                                     |                    |
| 2014年10月4日      | 里長伯報告          | 童年回憶 小蘿莉小正太的創造者蘆田豐雄                                                                                   |                    |
| 2014年10月4日      | 里民那卡西          | 配樂的魔力 聽久石讓如何創造感動!                                                                                        |                    |
| 2014年10月11日     | 里長伯報告          | 美女漫畫家，她們心中住著一個小男孩                                                                                      |                    |
| 2014年10月11日     | 里民那卡西          | 如同積雨雲般的巨大創作能量 supercell                                                                                    |                    |
| 2014年10月18日     | 里長伯報告          | 人心編織而成的力量——『罪惡王冠』                                                                                        |                    |
| 2014年10月18日     | 達人上菜            | 為自己的的本命作品辦個Only! Tales of Only 小林&阿詩                                                                     | 小林&阿詩          |
| 2014年10月25日     | 廣播劇 特別節目     | 「動慢我要聽」X「aniarc動漫新聞」之「原作就是你！來征服所有人的耳朵吧！」                                               |                    |
| 2014年11月1日      | 電波點唱機          | 為你放送最想聽見的歌曲!                                                                                                 |                    |
| 2014年11月1日      | 達人上菜            | 達人上菜--跟著我在高雄迎接堪稱亞洲漫畫界的奧運高峰會吧！ －台北市漫畫從業人員職業工會理事長 鍾孟舜老師                  |                    |
| 2014年11月8日      | 里長伯報告          | 除了活著之外—《記錄的地平線》                                                                                           |                    |
| 2014年11月8日      | 里民那卡西          | 光輝璀燦的巴洛克音樂 ♪〜巴哈選粹〜♪                                                                                     |                    |
| 2014年11月15日     | 里長伯報告          | 你真的是女主角？ |                    |
| 2014年11月15日     | 達人上菜            | Lovely的夜晚就跟著老師一起來許個願吧！ －顆粒老師(柯瑩玫)                                                               | 顆粒 (漫畫家)      |
| 2014年11月22日     | 里長伯報告          | 賞月？還是賞地球？一起來守護我們的地球吧！                                                                              |                    |
| 2014年11月22日     | 里民那卡西          | 營造更強烈的故事氛圍 《地球守護靈》風格多變的配樂                                                                       |                    |
| 2014年11月29日     | 里長伯報告          | 媽媽QAQ這不是少女漫畫                                                                                                   |                    |
| 2014年11月29日     | 達人上菜            | 手拿漫畫，嘴叼雞排，和我們一起勇往直前吧 －小威老師（林珉萱）                                                           |                    |
| 2014年12月6日      | 電波點唱機          | 為你放送最想聽見的歌曲!                                                                                                 |                    |
| 2014年12月6日      | 里民那卡西          | 頹廢美學創作歌手——天野月                                                                                                |                    |
| 2014年12月13日     | 達人上菜 特別節目   | 台大卡通漫畫研究社聲優組的開創元老 全方位聲線的多才配音員 － 錢欣郁                                                     | 錢欣郁             |
| 2014年12月20日     | 里長伯報告          | 於夜黑風高的夜晚展開的戰鬥——『結界師』                                                                                  |                    |
| 2014年12月20日     | 里民那卡西          | 用動畫聖誕專輯，陪你度過暖暖冬夜~                                                                                       |                    |
| 2014年12月27日     | 跨年特集            | 突破次元障壁吧！電波里民最期待的動漫作品真人化                                                                          |                    |

| 2015年節目集數列表 | 2015年節目集數列表  | 2015年節目集數列表                                                            | 2015年節目集數列表 |
| 日期               | 單元                | 標題                                                                          | 受訪者             |
| ------------------ | ------------------- | ----------------------------------------------------------------------------- | ------------------ |
| 2015年1月3日       | 電波點唱機          | 為你放送最想聽見的歌曲!                                                       |                    |
| 2015年1月3日       | 達人上菜            | 親自打造夢想 夢工廠模型公仔工作室 永丞&曉芊 －夢工廠模型公仔工作室負責人 永丞 | 永丞               |
| 2015年1月10日      | 里長伯報告          | 一拳KO所有的怪人 《一拳超人》                                                 |                    |
| 2015年1月10日      | 里民那卡西          | 讓爵士樂帶你踏入《坂道上的阿波羅》的迷惘青春                                  |                    |
| 2015年1月17日      | 達人上菜 特別節目   | 跨界傳遞賽德克．巴萊精神 台灣漫畫家兼美術指導 －邱若龍老師                    | 邱若龍             |
| 2015年1月24日      | 里長伯報告          | 幫酷洛米平反之我愛美樂蒂                                                      |                    |
| 2015年1月24日      | 里民那卡西          | 一個人也能打造一片星空，Adam Young的貓頭鷹城市                                |                    |
| 2015年1月31日      | 里長伯報告          | 一曲搖滾救世界──20世紀少年                                                    |                    |
| 2015年1月31日      | 達人上菜            | 勇敢追夢 大貓工作室負責人兼動畫導演 － 王尉修                                 | 王尉修             |
| 2015年2月7日       | 電波點唱機          | 為你放送最想聽見的歌曲!                                                       |                    |
| 2015年2月7日       | 里民那卡西          | 以遊戲與音樂探索歷史，雨港基隆製作團隊「艾蘿塔斯」                            |                    |
| 2015年2月14日      | 情人節特集          | 閃死人不償命！二次元情侶甜蜜蜜                                                |                    |
| 2015年2月21日      | 農曆年特集          | 友情崩壞，電波里民吐槽排行                                                    |                    |
| 2015年2月28日      | 里長伯報告          | 騎士生活隱私大揭密─你以為騎士很好當嗎？                                       |                    |
| 2015年2月28日      | 達人上菜            | 為所有王子、騎士、英雄打造出希望世界的「亂想小說家」 －御我（陳玟瑄老師）     |                    |
| 2015年3月7日       | 電波點唱機          | 為你放送最想聽見的歌曲!                                                       |                    |
| 2015年3月7日       | 里民那卡西          | 甜蜜暖心的清新組合ROUND TABLE featuring Nino                                  |                    |
| 2015年3月14日      | 白色情人節 特別節目 | 虐死人不償命，去死去死團的逆襲                                                |                    |
| 2015年3月21日      | 里長伯報告          | 我只游自由式！                                                                |                    |
| 2015年3月21日      | 達人上菜            | 用獨特筆觸 給都會你我奮鬥的勇氣 HOM                                           |                    |
| 2015年3月28日      | 里長伯報告          | 暗夜中的宵星—《宵星傳奇》                                                     |                    |
| 2015年3月28日      | 里民那卡西          | 小室哲哉與動畫音樂～後泡沫經濟時期的流行歌曲                                  |                    |
| 2015年4月4日       | 里長伯報告          | 兒童節特別企劃三部曲--第一集--世界名作劇場特集                                |                    |
| 2015年4月4日       | 達人上菜            | 童年回憶絕不可少了她的聲音－ 華怡姐                                           |                    |
| 2015年4月11日      | 電波點唱機          | 為你放送最想聽見的歌曲!                                                       |                    |
| 2015年4月11日      | 里民那卡西          | 小魔女DoReMi—重溫童年的美好旋律                                               |                    |
| 2015年4月18日      | 里長伯報告          | 兒童節特別企劃三部曲--第二集--夢想特集                                        |                    |
| 2015年4月18日      | 達人上菜            | 在台灣電競走出自己的路 星海爭霸前任蟲王SoBaD好壞哥 － 張軒齊                  | 張軒齊             |
| 2015年4月25日      | 里長伯報告          | 兒童節特別企劃三部曲--第三集--國民寶貝特集                                    |                    |
| 2015年4月25日      | 里民那卡西          | 力度女聲「凍魂」！被充滿爆發力的歌聲穿透吧！                                  |                    |
| 2015年5月2日       | 電波點唱機          | 為你放送最想聽到的歌曲!                                                       |                    |
| 2015年5月2日       | 達人上菜            | 人人都可以是深度動漫迷 一起踏上動漫研究之旅吧！ － 余曜成 老師                |                    |
| 2015年5月9日       | 母親節 特別節目     | 那些年被媽媽禁止的ACGN                                                        |                    |
| 2015年5月16日      | 四週年 特別節目     | 電波里發展黑里史                                                              |                    |
| 2015年5月23日      | 里長伯報告          | 安能辨我是雌雄？—《漂亮臉蛋》                                                 |                    |
| 2015年5月23日      | 里民那卡西          | 精靈系美少年-蒼井翔太                                                         |                    |
| 2015年5月30日      | 里長伯報告          | 不一樣的科幻作品—《夏日大作戰》                                               |                    |
| 2015年5月30日      | 達人上菜            | 巧手奪天工！和我們一起揭開GK人形的神秘面紗─模型師小明                         | 小明               |
| 2015年6月6日       | 電波點唱機          | 為你放送最想聽見的歌曲!                                                       |                    |
| 2015年6月6日       | 里民那卡西          | 插不插電都夠ROCK！經典曲目傳唱者《無碼寶貝》                                  | 無碼寶貝           |
| 2015年6月13日      | 里長伯報告          | 美少女花團錦簇 二次元偶像大比拼！                                             |                    |
| 2015年6月13日      | 達人上菜            | 跟著他的超級機車 認識法國安古蘭漫畫節! － 李隆杰                              |                    |
| 2015年6月20日      | 端午節 特別節目     | 包你高中！細數ACGN的包糕粽                                                    |                    |
| 2015年6月27日      | 達人上菜 特別節目   | 跳出螢幕 一起探索冒險少年浩平的浩瀚世界！ 探險家眭澔平&漫畫家廖文彬           | 眭澔平 廖文彬      |
| 2015年7月4日       | 電波點唱機 特別節目 | 夏天想聽的動漫歌曲                                                            |                    |
| 2015年7月11日      | 里長伯報告          | 仙俠之道二十載                                                                |                    |
| 2015年7月11日      | 達人上菜            | 用漫畫刻畫台灣茶的發展歷史－ 漫畫家 張季雅                                    | 張季雅             |
| 2015年7月18日      | 里長伯報告          | 屬於夏天的成長與回憶 《河童之夏》＆《我們仍未知道那天所看見的花名》           |                    |
| 2015年7月18日      | 里民那卡西          | 大聲唱出屬於自己的歌曲 《TARI TARI》                                          |                    |
| 2015年7月25日      | 里長伯報告          | 我的高中生活為什麼沒有這麼精彩！                                              |                    |
| 2015年7月25日      | 達人上菜            | 用紙製作精彩作品! TaYLoR紙魔工廠創辦人                                        | 文泰               |
| 2015年8月1日       | 電波點唱機          | 為你放送最想聽見的歌曲!                                                       |                    |
| 2015年8月1日       | 明日聲優之星特集    | 那些年，我們一起追尋的聲優夢                                                  |                    |
| 2015年8月8日       | 里長伯報告          | 哥哥爸爸真偉大？父親節特別企劃                                                |                    |
| 2015年8月8日       | 達人上菜            | 笑容滿滿 勇奔主持之路的3000歲少女！－活動主持人 小A                           | 黃以安（小A）      |
| 2015年8月15日      | 里長伯報告          | 連接陰陽兩界的橋梁—通靈童子                                                   |                    |
| 2015年8月15日      | 里民那卡西          | 熱血助燃樂團FLOW，引爆暑假最高溫                                              |                    |
| 2015年8月22日      | 里長伯報告          | 跟「青鬼」躲貓貓！你逃得了嗎？                                                |                    |
| 2015年8月22日      | 達人上菜            | 帶著讀者跨越國界與語言 翻譯達人 林子傑                                        |                    |
| 2015年8月29日      | 里長伯報告          | 電波里百物語~半夜不敢上廁所的恐怖回憶                                         |                    |
| 2015年8月29日      | 里民那卡西          | 聲歷其境最恐怖！恐怖遊戲音樂簡史                                              |                    |
| 2015年9月5日       | 電波點唱機          | 為你放送最想聽見的歌曲!                                                       |                    |
| 2015年9月5日       | 達人上菜            | 藝術高塔的觀景電梯：藝普作家張清龍                                            | 張清龍             |
| 2015年9月12日      | 里長伯報告          | 與天地萬物共生息──蟲師                                                        |                    |
| 2015年9月12日      | 里民那卡西          | 音樂插畫故事創作團體「潮音」                                                  |                    |
| 2015年9月19日      | 達人上菜 特別節目   | 迴盪在你我耳邊的慈祥嗓音─配音員 崔幗夫                                        |                    |
| 2015年9月26日      | 里長伯報告 特別節目 | 徜徉在電子之海——漫談《攻殼機動隊》系列作                                      |                    |
| 2015年10月3日      | 電波點唱機          | 為你放送最想聽見的歌曲!                                                       |                    |
| 2015年10月3日      | 達人上菜            | -甚麼都難不倒他 聲線多變化角色個個活靈活現─配音員 夏治世                      |                    |
| 2015年10月10日     | 里長伯報告          | 真實重現的壽司巡禮—《將太的壽司》                                             |                    |
| 2015年10月10日     | 里民那卡西          | 動畫歌曲的香甜滋味                                                            |                    |
| 2015年10月17日     | 達人上菜 特別節目   | 從幕前到幕後 讓人墜入愛河的深情聲線─配音員 康殿宏                             | 康殿宏             |
| 2015年10月24日     | 里長伯報告          | 變成那個他/她...思春期Bitter Change                                           |                    |
| 2015年10月24日     | 里民那卡西          | 視覺與聽覺的療癒甜點♥飛雲冰淇淋                                               | 飛雲冰淇淋         |
| 2015年10月31日     | 里長伯報告          | 里民超想吃吃看！ACG中的誘人美味~                                              |                    |
| 2015年10月31日     | 達人上菜            | 用漫畫傳遞台灣人情味──漫畫家阮光民                                            |                    |
| 2015年11月7日      | 電波點唱機          | 為你放送最想聽見的歌曲!                                                       |                    |
| 2015年11月7日      | 里民那卡西          | 洗滌悲傷的感人歌聲 ~ Aimer ~                                                  |                    |
| 2015年11月14日     | 里長伯報告          | 挑戰速度的極限-閃電霹靂車                                                     |                    |
| 2015年11月14日     | 達人上菜            | 達人上菜--拿起小說 和我們一起跌進書中的奇幻世界吧!! －小說家 水泉             | 水泉               |
| 2015年11月21日     | 里長伯報告          | 《奇諾之旅》無盡的旅程，怪奇的國度                                            |                    |
| 2015年11月21日     | 里民那卡西          | 莊嚴又療癒的天籟美聲--KOKIA                                                   |                    |
| 2015年11月28日     | 里長伯報告          | 挨打的天才——《史上最強弟子兼一》                                              |                    |
| 2015年11月28日     | 達人上菜            | 合作無間 共同織出精彩奇幻故事的黃金拍檔 －小說家 天罪 與插畫家 夜風           | 天罪 夜風          |
| 2015年12月5日      | 電波點唱機          | 為你放送最想聽見的歌曲!                                                       |                    |
| 2015年12月5日      | 里民那卡西          | 里民那卡西：綻放風景的絢爛旋律──MELOIMAGE                                     |                    |
| 2015年12月12日     | 里長伯報告          | 洶湧而來的洪水──魔王                                                          |                    |
| 2015年12月12日     | 達人上菜            | 達人上菜-畫出女孩甜美與詭譎的衝突 - 插畫家 Zihling                            |                    |
| 2015年12月19日     | 里長伯報告          | 命運從這裡開始《Fate》系列作品                                                |                    |
| 2015年12月19日     | 里民那卡西          | 動感！帥氣！顏藝！人氣歌手LiSA                                                |                    |
| 2015年12月26日     | 達人上菜 特別節目   | 跟著K大 一起遨遊電腦繪圖的知識海洋－繪師 Krenz                                | Krenz              |

| 2016年節目集數列表 | 2016年節目集數列表  | 2016年節目集數列表                                                     | 2016年節目集數列表 |
| 日期               | 單元                | 標題                                                                   | 受訪者             |
| ------------------ | ------------------- | ---------------------------------------------------------------------- | ------------------ |
| 2016年1月2日       | 電波點唱機          | 為你放送最想聽見的歌曲!                                                |                    |
| 2016年1月2日       | 里民那卡西          | 里民推薦曲,陪你過寒冬                                                  |                    |
| 2016年1月9日       | 里長伯報告          | 「韓」流來襲請小心                                                     |                    |
| 2016年1月9日       | 達人上菜            | 用細膩筆觸 繪出歷史和奇幻世界迸出的浪漫火花－漫畫家 AKRU               | AKRU               |
| 2016年1月16日      | 里長伯報告 特別節目 | 里民越看越冷！用動畫挑戰最低溫！                                       |                    |
| 2016年1月23日      | 里長伯報告          | 一百年後的幽麗塔                                                       |                    |
| 2016年1月23日      | 里民那卡西          | 來自北國的歌姬～永懷Origa                                              |                    |
| 2016年1月30日      | 里長伯報告          | 為何這個乙女遊戲這麼冷門                                               |                    |
| 2016年1月30日      | 達人上菜            | 為你獻上熱騰騰動漫情報 - Animen 動漫平台團隊 校長&Moony                | 校長 Moony         |
| 2016年2月6日       | 電波點唱機 特別節目 | 2016新春點播大募集                                                     |                    |
| 2016年2月13日      | 里長伯報告 特別節目 | 真人化行不行？                                                         |                    |
| 2016年2月20日      | 里長伯報告          | 跟右手談戀愛！？《美鳥伴身邊》                                         |                    |
| 2016年2月20日      | 里民那卡西          | 溫柔爽朗的治癒歌聲 ~CooRie~                                            |                    |
| 2016年2月27日      | 里長伯報告          | 許我一個生日吧！                                                       |                    |
| 2016年2月27日      | 達人上菜            | 用熱情與愛 拍出10公分的廣大世界 – 黏土人攝影師 余月                    |                    |
| 2016年3月5日       | 電波點唱機          | 為你放送最想聽見的歌曲!                                                |                    |
| 2016年3月5日       | 里民那卡西          | 琴聲響起，立地成林——漫談《琴之森》                                     |                    |
| 2016年3月12日      | 里長伯報告          | 深夜食堂？不，是深夜的食戟                                             |                    |
| 2016年3月12日      | 達人上菜            | 她的心中住著一位小男孩！少年系美女漫畫家的戰鬥世界-D2俞家燕老師        |                    |
| 2016年3月19日      | 里長伯報告          | 帶BABY的不良少年《惡魔奶爸》                                           |                    |
| 2016年3月19日      | 里民那卡西          | 終止不了的青春與不安 ~GalileoGalilei~                                  |                    |
| 2016年3月26日      | 里長伯報告          | 心靈也要一起癒合--小森食光                                             |                    |
| 2016年3月26日      | 達人上菜            | 化敵為友 用奇幻料理漫畫征服你我的胃！－漫畫家 爆野家                   |                    |
| 2016年4月2日       | 電波點唱機          | 為你放送最想聽見的歌曲!                                                |                    |
| 2016年4月2日       | 里民那卡西          | 庫洛魔法使20週年❤小櫻慶生音樂會                                        |                    |
| 2016年4月9日       | 里長伯報告          | 一封穿越時空的信～酸甜友情成長漫畫Orange                               |                    |
| 2016年4月9日       | 達人上菜            | 用愛刻出人與動物間的平等世界－草本菟刻 菟子                            |                    |
| 2016年4月16日      | 里長伯報告 特別節目 | 少女心朵朵開✿媽媽這不是少女漫QAQ第二彈                                 |                    |
| 2016年4月23日      | 里長伯報告          | 搞笑少女漫-森永愛                                                      |                    |
| 2016年4月23日      | 里民那卡西          | 全能鋼琴破壞王☆動畫中的貝多芬鋼琴作品                                  |                    |
| 2016年4月30日      | 里長伯報告          | 生存下去吧！為了追尋生命的意義--寄生獸                                 |                    |
| 2016年4月30日      | 達人上菜            | 誰說魚與熊掌不可兼得 年輕立志兼顧學業與創作!! －繪師 Barabababa        | Barabababa         |
| 2016年5月7日       | 電波點唱機          | 為你放送最想聽見的歌曲!                                                |                    |
| 2016年5月7日       | 里民那卡西          | 含在嘴裡的美聲-Garnet Crow                                             |                    |
| 2016年5月14日      | 五週年 特別節目     | 達人經典好菜★動漫我要聽五週年晚宴                                      |                    |
| 2016年5月21日      | 里長伯報告          | 高中球兒的熱血青春--鑽石王牌                                           |                    |
| 2016年5月21日      | 達人上菜            | 勇者躺著也中槍，BIGUN大槍老師吐嘈哏開不完！-BIGUN大槍                  |                    |
| 2016年5月28日      | 里長伯報告          | 好看！多彩多姿的國人原創手機條漫                                       |                    |
| 2016年5月28日      | 里民那卡西          | 少女們的抒情搖滾創作-SCANDAL                                           |                    |
| 2016年6月4日       | 電波點唱機          | 為你放送最想聽見的歌曲!                                                |                    |
| 2016年6月4日       | 達人上菜            | 與人物交織的流浪風景──漫畫家水晶孔                                     |                    |
| 2016年6月11日      | 里長伯報告          | 一樣的面容，不再一樣的雙胞胎─小花美穗《PARTNER》                       |                    |
| 2016年6月11日      | 里民那卡西          | 雙歌姬×三角戀×巨大機器人──Macross Frontier                             |                    |
| 2016年6月18日      | 達人上菜 特別節目   | 在桌面構築好玩的遊戲世界！桌遊設計師海豹(高竹嵐)                       | 海豹(高竹嵐)       |
| 2016年6月25日      | 里長伯報告          | 這些角色是雙胞胎嗎？                                                   |                    |
| 2016年6月25日      | 里民那卡西          | 來自夏天的多變組合-柚子                                                |                    |
| 2016年7月2日       | 電波點唱機          | 為你放送最想聽見的歌曲!                                                |                    |
| 2016年7月2日       | 達人上菜            | 用台灣的籃球漫畫燃燒熱血！洪元建JIAN！                                 |                    |
| 2016年7月9日       | 里長伯報告          | 被規劃好的人生？科幻與命運的螺旋～少年偵探～推理之絆～                 |                    |
| 2016年7月9日       | 里民那卡西          | 震撼的盛會，共襄盛舉吧！                                               |                    |
| 2016年7月16日      | 里長伯報告 特別節目 | 暑假何處去？來趟動漫旅行吧                                             |                    |
| 2016年7月23日      | 達人上菜 特別節目   | 用細節刻畫出萬千世界！少年漫畫家TK章世炘                               | 章世炘             |
| 2016年7月30日      | 里長伯報告          | 熱血與搞笑-魔法少年賈修                                                |                    |
| 2016年7月30日      | 里民那卡西          | 隨著音樂燃燒殆盡吧！那些令人熱血沸騰的戰鬥BGM                          |                    |
| 2016年8月6日       | 電波點唱機          | 為你放送最想聽見的歌曲!                                                |                    |
| 2016年8月6日       | 達人上菜            | 少女心裡的癡情男聲──配音員于正昇                                       |                    |
| 2016年8月13日      | 里長伯報告          | 我的青春小鳥一去不復返！？                                             |                    |
| 2016年8月13日      | 里民那卡西          | 擁有無限大夢想的生命鬥士－和田光司                                     |                    |
| 2016年8月20日      | 里長伯報告          | 在活力小鎮中找回創作靈感～元氣囝仔                                     |                    |
| 2016年8月20日      | 達人上菜            | 分享與學習熱情連接！動畫分享平台AnimApp                                |                    |
| 2016年8月27日      | 里長伯報告 特別節目 | 二次元不夠不夠不夠❤三次元玩具大亂鬥                                    |                    |
| 2016年9月3日       | 電波點唱機          | 為你放送最想聽見的歌曲!                                                |                    |
| 2016年9月3日       | 里民那卡西          | 偶像界的冰之歌姬-今井麻美                                              |                    |
| 2016年9月10日      | 里長伯報告          | 令人感動的師生關係-靈異教師神眉                                        |                    |
| 2016年9月10日      | 達人上菜            | 清麗淡雅的人物風光～插畫漫畫家左萱                                     |                    |
| 2016年9月17日      | 里長伯報告          | 透過暗殺串起的師生羈絆─暗殺教室                                        |                    |
| 2016年9月17日      | 里民那卡西          | 好孩子唱起歌來帥成這樣沒道理啊……聲優歌手豐永利行                       |                    |
| 2016年9月24日      | 里長伯報告          | 我的老師跟我一樣大！？─《OH！老師十六歲》                              |                    |
| 2016年9月24日      | 達人上菜            | 用積木蓋漫畫──樂高攝影漫畫達人Tommy                                    |                    |
| 2016年10月1日      | 電波點唱機          | 為你放送最想聽見的歌曲!                                                |                    |
| 2016年10月1日      | 里民那卡西          | 永不終結的奇幻童話-SEKAI NO OWARI                                      |                    |
| 2016年10月8日      | 里長伯報告          | 解謎高手是情敵！日常推理小說《春&夏推理事件簿》                        |                    |
| 2016年10月8日      | 達人上菜            | 大叔有時也很少年！配音員孫中台                                         |                    |
| 2016年10月15日     | 里長伯報告          | 小心暗夜中的邪惡魔爪～Don’t Starve                                     |                    |
| 2016年10月15日     | 里民那卡西          | 月月笙歌                                                               |                    |
| 2016年10月22日     | 達人上菜 特別節目   | 從台南向世界出發！《小貓巴克里》導演邱立偉                             | 邱立偉             |
| 2016年10月29日     | 里長伯報告          | 悲慘的一天！？─《蝙蝠俠：致命玩笑》                                    |                    |
| 2016年10月29日     | 里民那卡西          | 發自內心的嘶吼吧！金屬與街頭塗鴉的異色樂團OLDCODEX                     |                    |
| 2016年11月5日      | 電波點唱機          | 為你放送最想聽見的歌曲!                                                |                    |
| 2016年11月5日      | 達人上菜            | 讓奇思異想結出甜美豐碩之果——奇異果文創總編輯廖之韻與創意總監 － 劉定綱 | 劉定綱             |
| 2016年11月12日     | 里長伯報告          | 布袋戲也可以很帥！落入《霹靂布袋戲》的魅力吧！                         |                    |
| 2016年11月12日     | 里民那卡西          | 時代的載體。布袋戲中的經典配樂                                         |                    |
| 2016年11月19日     | 里長伯報告          | 拯救地球的《藍光人》，不！其實是小學生！                               |                    |
| 2016年11月19日     | 達人上菜            | 悉心燉煮的暖心好菜——漫畫家米奧                                         |                    |
| 2016年11月26日     | 里長伯報告          | 飛躍那道高牆吧-排球少年                                                |                    |
| 2016年11月26日     | 里民那卡西          | 電子舞曲憂傷迷幻——音樂團體TWO-MIX                                      |                    |
| 2016年12月3日      | 電波點唱機          | 為你放送最想聽見的歌曲!                                                |                    |
| 2016年12月3日      | 里民那卡西          | 以重金屬包裝的和風世界-陰陽座                                          |                    |
| 2016年12月10日     | 達人上菜 特別節目   | 用動畫和數位內容引發各種可能－ 台灣吧執行長Hauer                       | Hauer              |
| 2016年12月17日     | 里長伯報告          | 幻想史實計中計-火鳳燎原                                                |                    |
| 2016年12月17日     | 達人上菜            | 25年也說不完的故事，邱若龍─賽德克巴萊原畫展                            |                    |
| 2016年12月24日     | 里長伯報告          | 摀住耳朵，用心聽你說愛我─米奧《聽你說愛我》系列                        |                    |
| 2016年12月24日     | 里民那卡西          | 聖誕夜冷風颼颼？跟著偶像燃起來吧！                                     |                    |
| 2016年12月31日     | 跨年 特別節目       | 二次元也瘋倒數~日本動漫風跨年                                          |                    |

| 2017年節目集數列表 | 2017年節目集數列表  | 2017年節目集數列表                                             | 2017年節目集數列表  |
| 日期               | 單元                | 標題                                                           | 受訪者              |
| ------------------ | ------------------- | -------------------------------------------------------------- | ------------------- |
| 2017年1月7日       | 電波點唱機          | 為你放送最想聽見的歌曲!                                        |                     |
| 2017年1月7日       | 達人上菜            | 遊戲不只是好玩──2PLUS桌遊設計工作室主編小龔                    |                     |
| 2017年1月14日      | 里長伯報告          | 爾虞我詐後宮鬥──熹妃傳                                         |                     |
| 2017年1月14日      | 里民那卡西          | 絲竹齊響~中國風情動漫歌曲                                      |                     |
| 2017年1月21日      | 里長伯報告          | 愛與勇氣以及希望的魔法少女！小紅帽恰恰                         |                     |
| 2017年1月21日      | 達人上菜            | 用漫畫帶你穿越古代！依歡老師古色古香的唯美世界                 | 依歡                |
| 2017年1月28日      | 里長伯報告 特別節目 | 記憶中的技藝~農曆新年傳統情                                    |                     |
| 2017年2月4日       | 電波點唱機          | 為你放送最想聽見的歌曲!                                        |                     |
| 2017年2月4日       | 里民那卡西          | 搖滾秒殺天團 ONE OK ROCK                                       |                     |
| 2017年2月11日      | 里長伯報告          | 當嫁成為家—姊嫁物語                                            |                     |
| 2017年2月11日      | 達人上菜            | 你所不知道的美漫！《美漫達人》POPO方世欽                       |                     |
| 2017年2月18日      | 里長伯報告          | 去死去死團！里民最想拆散的動漫CP                               |                     |
| 2017年2月18日      | 里民那卡西          | 雨水之歌♪下雨的100種詮釋                                       |                     |
| 2017年2月25日      | 達人上菜 特別節目   | 千變萬化的神祕巧手－特效化妝師綠葉                             | 綠葉                |
| 2017年3月4日       | 電波點唱機          | 為你放送最想聽見的歌曲!                                        |                     |
| 2017年3月4日       | 里民那卡西          | 啥咪？迪士尼經典能給你這樣玩？                                 |                     |
| 2017年3月11日      | 里長伯報告          | 化幻想為現實─神乎其技，特效化妝師                              |                     |
| 2017年3月11日      | 達人上菜            | 是Thailand也是Taiwan！漫畫家夫妻檔「鮭＆鯊」                   |                     |
| 2017年3月18日      | 里長伯報告          | 蘊含生命的價值！怪醫黑傑克                                     |                     |
| 2017年3月18日      | 里民那卡西          | 感受春風裡的櫻律                                               |                     |
| 2017年3月25日      | 里長伯報告          | 英雄參見！這絕對不是作畫崩壞！- 乒乓                           |                     |
| 2017年3月25日      | 達人上菜            | 吐露跳躍性的思維，角川輕小說作者──吐維                         |                     |
| 2017年4月1日       | 電波點唱機          | 為你放送最想聽見的歌曲!                                        |                     |
| 2017年4月1日       | 里民那卡西          | 四月是你的謊言》——旅途中的愛，與憂傷                           |                     |
| 2017年4月8日       | 里長伯報告 特別節目 | 追本溯源！里民們的啟萌之作                                     |                     |
| 2017年4月15日      | 里長伯報告          | 星星與花語的呢喃~讓人熊熊愛上的葉澄！                          | 葉澄                |
| 2017年4月15日      | 達人上菜            | 淡淡花香沁人心脾 漫畫家葉澄                                    |                     |
| 2017年4月22日      | 里長伯報告          | 黑暗中的一絲光明！亞人                                         |                     |
| 2017年4月22日      | 里民那卡西          | 勇往直前！熱血系搖滾樂團SPYAIR                                 |                     |
| 2017年4月29日      | 里長伯報告          | 一起體驗星空的感動-浪漫追星社                                  |                     |
| 2017年4月29日      | 達人上菜            | 你們還沒出生，老娘就出道啦——配音員林芳雪專訪                   | 林芳雪              |
| 2017年5月6日       | 電波點唱機          | 為你放送最想聽見的歌曲!                                        |                     |
| 2017年5月6日       | 里民那卡西          | 觸手可及的繆思女神-μ's                                         |                     |
| 2017年5月13日      | 六週年 特別節目     | 宅宅之路沒有極限！里民們的瘋狂事蹟！                           |                     |
| 2017年5月20日      | 里長伯報告          | 出發！搭上簡嘉誠的創作鐵道                                     |                     |
| 2017年5月20日      | 達人上菜            | 以畫筆構築夢想的鐵道──漫畫家「簡嘉誠」                         | 簡嘉誠              |
| 2017年5月27日      | 里長伯報告          | 星光繼承者                                                     |                     |
| 2017年5月27日      | 里民那卡西          | 晴空下的悠揚和音──音樂創作者「檸檬酸P」                        |                     |
| 2017年6月3日       | 電波點唱機          | 為你放送最想聽見的歌曲!                                        |                     |
| 2017年6月3日       | 達人上菜            | 用紙玩創藝，剪紙界的超新星─紙雕人 佑二                         | 佑二                |
| 2017年6月10日      | 里長伯報告          | 讓人與人之間的連繫連結我崩壞的淚腺！CLANNAD                    |                     |
| 2017年6月10日      | 里民那卡西          | 青道高中棒球隊今天也歌詠青春                                   |                     |
| 2017年6月17日      | 里長伯報告 特別節目 | 畢業.升學.求職季~看動漫做職業探索！                            |                     |
| 2017年6月24日      | 里長伯報告          | 與林青慧一同穿越時空，沉浸在甜蜜又刻骨的愛戀之中               |                     |
| 2017年6月24日      | 達人上菜            | 走進甜蜜夢幻的浪漫世界-漫畫家 林青慧                           | 林青慧              |
| 2017年7月1日       | 電波點唱機          | 為你放送最想聽見的歌曲!                                        |                     |
| 2017年7月1日       | 里民那卡西          | 爆發力全開!! 新世代動漫歌姬－鈴木KONOMI                        |                     |
| 2017年7月8日       | 里長伯報告          | 創作者的圓夢舞台─漫畫之星                                      |                     |
| 2017年7月8日       | 達人上菜            | 孕育漫畫家的搖籃：漫畫之星主編陳致安                           | 陳致安              |
| 2017年7月15日      | 里長伯報告          | 小人物懷抱的英雄夢──我的英雄學院                               |                     |
| 2017年7月15日      | 里民那卡西          | 7年級的回憶！那些令人熱血沸騰的主題曲                          |                     |
| 2017年7月22日      | 達人上菜 特別節目   | 帶著臺灣的80年代周遊列國——漫畫家小莊                           | 小莊                |
| 2017年7月29日      | 里長伯報告          | Yuri On Ice                                                    |                     |
| 2017年7月29日      | 里民那卡西          | Music On Ice!!!音樂搭配滑冰到底是什麼神發想                    |                     |
| 2017年8月5日       | 電波點唱機 特別節目 | 父親節特別企畫                                                 |                     |
| 2017年8月12日      | 里長伯報告          | 課本上的李白怎麼變那麼帥？《大仙術士李白》！                   |                     |
| 2017年8月12日      | 達人上菜            | 揮灑出華麗的古詩世界！ - 漫畫家 葉明軒                         | 葉明軒              |
| 2017年8月19日      | 電波法庭            | 既是漫畫也是文學——徜徉在圖像小說的世界(                        |                     |
| 2017年8月19日      | 里民那卡西          | 宅出自我的奇女子－－中川翔子                                   |                     |
| 2017年8月26日      | 達人上菜 特別節目   | 江湖就在我的掌中——北少流工作室-子揚                            | 子揚                |
| 2017年9月2日       | 電波點唱機          | 為你放送最想聽見的歌曲!                                        |                     |
| 2017年9月2日       | 里民那卡西          | 乘著音樂的魔毯，一起遨遊迪士尼樂園！                           |                     |
| 2017年9月9日       | 里長伯報告          | 閱覽注意！一同暢遊笭菁老師的文字書海                           |                     |
| 2017年9月9日       | 達人上菜            | 在恐怖之中窺探出人心-笭菁                                      | 笭菁                |
| 2017年9月16日      | 里長伯報告          | 談一場純純的戀愛-月色真美                                      |                     |
| 2017年9月16日      | 里民那卡西          | 高中女生的佯動作戰！樂團Girls Dead Monster                     |                     |
| 2017年9月23日      | 里長伯報告          | 超級英雄的正義─超人系列作品                                    |                     |
| 2017年9月23日      | 達人上菜            | 華麗絢爛的異想世界－漫畫家「三月兔」                           | 三月兔              |
| 2017年9月30日      | 電波法庭            | 別急著喊幼稚！一起看兒童向動畫                                 |                     |
| 2017年9月30日      | 里民那卡西          | 網球王子、歌王子，傻傻分不清                                   |                     |
| 2017年10月7日      | 電波點唱機          | 為你放送最想聽見的歌曲!                                        |                     |
| 2017年10月7日      | 達人上菜            | 茶不思飯不想，只想燃燒熱情畫漫畫－漫畫家烏鴉小翼               | 烏鴉小翼            |
| 2017年10月14日     | 十月 特別企劃       | 溫故知新才夠宅！里民們的十刷軌跡                               |                     |
| 2017年10月21日     | 里長伯報告          | 妳們真的是花樣年華的青春少女嗎？ ─鄰座的怪同學&妳我的彩虹青春  |                     |
| 2017年10月21日     | 里民那卡西          | 用歌聲戰鬥-《戰姬絕唱SYMPHOGEAR》                              |                     |
| 2017年10月28日     | 達人上菜 特別節目   | 童年摺紙回憶—漫畫家周顯宗老師                                  | 周顯宗              |
| 2017年11月4日      | 電波點唱機          | 為你放送最想聽見的歌曲!                                        |                     |
| 2017年11月4日      | 里民那卡西          | 粉紅泡泡的主場！7(8)年級的少女心歌曲                           |                     |
| 2017年11月11日     | 里長伯報告          | 發揮主角威能！踩著踏板登上頂點吧！－－飆速宅男                 |                     |
| 2017年11月11日     | 達人上菜            | 探索御宅與知識結合的無限可能~「識御者」                        | 識御者創辦人 黃璽宇 |
| 2017年11月18日     | 電波法庭            | 可不是只有站著讀劇本！來聽一場朗讀劇吧！                       |                     |
| 2017年11月18日     | 里民那卡西          | 你們未免也太愛蕭邦了吧！！！動畫中的蕭邦鋼琴音樂               |                     |
| 2017年11月25日     | 里長伯報告          | 里長伯：里長伯報告 ─這些動漫為什麼都要選京都？京都的迷人之處！ |                     |
| 2017年11月25日     | 達人上菜            | 用藝術跨越海洋 - 插畫家 B.c.N.y.                               | B.c.N.y.            |
| 2017年12月2日      | 電波點唱機          | 為你放送最想聽見的歌曲!                                        |                     |
| 2017年12月2日      | 里民那卡西          | 十人十色、各有千秋-偶像大師灰姑娘女孩星光舞台                  |                     |
| 2017年12月9日      | 里長伯報告          | 台灣新特攝？真人版動漫！終極系列                               |                     |
| 2017年12月9日      | 達人上菜            | 墨水、生命、想像─進入藝術家Blaze Wu居住的奇幻世界              | Blaze Wu            |
| 2017年12月16日     | 里長伯報告          | 真開心~好厲害~《動物朋友》                                     |                     |
| 2017年12月16日     | 里民那卡西          | 用歌曲串起的酸甜校園青春──告白實行委員會                       |                     |
| 2017年12月23日     | 里長伯報告          | 聖誕節要做什麼？看看動漫角色怎麼過！                           |                     |
| 2017年12月23日     | 達人上菜            | 化想像為現實 是Coser也是Cosplay道具師!! - 貓匠道具工坊         | 妃妃、怪怪          |
| 2017年12月30日     | 特別企劃            | 神啊～我有罪！電波里年終懺悔大會                               |                     |

| 2018年節目集數列表 | 2018年節目集數列表  | 2018年節目集數列表                                                          | 2018年節目集數列表    |
| 日期               | 單元                | 標題                                                                        | 受訪者                |
| ------------------ | ------------------- | --------------------------------------------------------------------------- | --------------------- |
| 2018年1月6日       | 電波點唱機          | 為你放送最想聽見的歌曲!                                                     |                       |
| 2018年1月6日       | 里民那卡西          | 不輸給主打歌的好聽！被隱藏起來的B面曲                                       |                       |
| 2018年1月13日      | 電波法庭            | 很無腦也可以很動腦？卡牌類型手機遊戲                                        |                       |
| 2018年1月13日      | 達人上菜            | 只想談工作以外的事怎麼辦啊？配音員蔣鐵城                                    | 蔣鐵城                |
| 2018年1月20日      | 里長伯報告          | 青澀純愛小品，葉月抹茶作品集                                                |                       |
| 2018年1月20日      | 里民那卡西          | 唱出你我心中的主題曲！部長May'n！                                           |                       |
| 2018年1月27日      | 里長伯報告          | 超能力運動漫畫的後起之秀－影子籃球員                                        |                       |
| 2018年1月27日      | 達人上菜            | 致力於美術教育的藝術家 - 插畫師 直人Blue                                    | 直人Blue              |
| 2018年2月3日       | 電波點唱機          | 為你放送最想聽見的歌曲!                                                     |                       |
| 2018年2月3日       | 里民那卡西          | 歌曲溫暖你的心♡里民嚴選暖心歌曲                                             |                       |
| 2018年2月10日      | 里長伯報告          | 配角心酸誰人知？─宇文風‧配角X³                                              |                       |
| 2018年2月10日      | 達人上菜            | 一步一腳印，紮穩腳步向前行：漫畫家－宇文風老師                              | 宇文風                |
| 2018年2月17日      | 農曆年初二 特別企劃 | 吃吃喝喝玩過年，動漫年假這樣過~                                             |                       |
| 2018年2月24日      | 里長伯報告          | 超能力哲學動畫《重啟咲良田》                                                |                       |
| 2018年2月24日      | 里民那卡西          | 歌手YUKI～為動畫獻唱的稚嫩與率真                                            |                       |
| 2018年3月3日       | 電波點唱機          | 為你放送最想聽見的歌曲!                                                     |                       |
| 2018年3月3日       | 達人上菜            | 描繪青春少女 操弄光影的魔術師 插畫家 VOFAN                                  | VOFAN                 |
| 2018年3月10日      | 里長伯報告          | 潮與虎                                                                      |                       |
| 2018年3月10日      | 里民那卡西          | 沉醉在學長們的魅力之下吧 – 《歌之王子殿下》QUARTET NIGHT                    |                       |
| 2018年3月17日      | 里長伯報告 特別企劃 | 春神來了怎知道♪補完動漫出門找！                                             |                       |
| 2018年3月24日      | 電波法庭            | 美漫超級英雄大戰小螢幕，美漫改編的電視影集                                  |                       |
| 2018年3月24日      | 達人上菜            | 狂想的奔流：多棲視覺藝術家 王登鈺                                           | 王登鈺                |
| 2018年3月31日      | 里長伯報告          | 再恐怖也只有那十五分鐘─恐怖小品遊戲                                         |                       |
| 2018年3月31日      | 里民那卡西          | 這是什麼神奇治癒術♪坂本真綾生日音樂會                                       |                       |
| 2018年4月7日       | 達人上菜 特別企劃   | 重溫孩童時期的往日時光—懷舊達人 張哲生                                      | 張哲生                |
| 2018年4月14日      | 電波點唱機          | 為你放送最想聽見的歌曲!                                                     |                       |
| 2018年4月14日      | 里民那卡西          | 陽光又危險的茶泡飯－白石藏之介（CV.細谷佳正）                               |                       |
| 2018年4月21日      | 達人上菜 特別企劃   | 漫話時光：臺漫不死！                                                        |                       |
| 2018年4月28日      | 里長伯報告          | 無法登出的各種遊戲世界                                                      |                       |
| 2018年4月28日      | 里民那卡西          | 無法不驚艷的吉他和歌唱~大石昌良                                             |                       |
| 2018年5月5日       | 電波點唱機          | 為你放送最想聽見的歌曲!                                                     |                       |
| 2018年5月5日       | 達人上菜            | 甜美與哲學編織出的魔幻世界──漫畫家致怡+ZEI+                                 | 致怡                  |
| 2018年5月12日      | 里長伯報告          | 在舞池中釋放熱情吧！ - 《舞動青春》                                         |                       |
| 2018年5月12日      | 里民那卡西          | 漫威電影宇宙的電影配樂，那些70到80年代的勁歌金曲                            |                       |
| 2018年5月19日      | 七週年 特別企劃     | 「七」週年是個巧合嗎？我不這麼認為！                                        |                       |
| 2018年5月26日      | 里長伯報告          | 戀如雨止，雨過天晴之後會出現的是？─愛在雨過天晴時                           |                       |
| 2018年5月26日      | 達人上菜            | 三兄妹宅17年，吐槽耍萌持續中~《家族的肖像》OKITTY老師！                     | OKITTY                |
| 2018年6月2日       | 電波點唱機          | 為你放送最想聽見的歌曲!                                                     |                       |
| 2018年6月2日       | 里民那卡西          | 媽媽問我怎麼在螢幕前大哭-令人流淚的動畫插入曲                               |                       |
| 2018年6月9日       | 達人上菜 特別企劃   | 漫話時光： 國人漫畫進故宮！《千年一問——鄭問故宮大展》策展人鍾孟舜           | 鍾孟舜                |
| 2018年6月16日      | 里長伯報告          | 虛擬的現實世界！？想辦法闖過《隱藏關卡》吧！                                |                       |
| 2018年6月16日      | 里民那卡西          | 小小的身體蘊藏著強大的爆發力──昆夏美                                        |                       |
| 2018年6月23日      | 達人上菜 特別企劃   | 捏麵技藝與停格動畫的絕妙搭配！– 旋轉犀牛原創設計工作室                      | 黃勻弦 唐治中         |
| 2018年6月30日      | 里長伯報告          | 懷念高中時期那段青春的求學生活嗎？一起進入《ReLIFE 重返十七歲》的故事中吧！ |                       |
| 2018年6月30日      | 里民那卡西          | 「凜冽時雨」的風雷交加和細雨呢喃                                            |                       |
| 2018年7月7日       | 電波點唱機          | 為你放送最想聽見的歌曲!                                                     |                       |
| 2018年7月7日       | 達人上菜            | 科幻中的真實、漫畫中的寫實─闖入漫畫家常勝的隱藏關卡                         | 常勝                  |
| 2018年7月14日      | 里長伯報告 特別企劃 | 什麼，已經十年了嗎O_O!?～那些年我們一起追的ACG～                            |                       |
| 2018年7月21日      | 里長伯報告          | 復仇要冷冷端上&藏在心中的惡魔                                               |                       |
| 2018年7月21日      | 達人上菜            | 以遊戲訴說故事，以故事完成遊戲：遊戲製作－Narrtor&Storia                    | 張恆 張毅             |
| 2018年7月28日      | 里長伯報告          | 淺談停格動畫 ~萊卡動畫公司《怪怪箱》~                                       |                       |
| 2018年7月28日      | 里民那卡西          | ←↓←↓→↑↑→Dance Dance Revolution↑↑←                                           |                       |
| 2018年8月4日       | 電波點唱機          | 為你放送最想聽見的歌曲!                                                     |                       |
| 2018年8月4日       | 達人上菜            | 帶你進入融合東西方元素的奇幻世界 - 凱子包                                   | 凱子包                |
| 2018年8月11日      | 里長伯報告          | 可愛、正義不夠看！「搞笑」才是魔法少女本質？!                               |                       |
| 2018年8月11日      | 里民那卡西          | 王國國民的公主大人 - 田村由香里                                             |                       |
| 2018年8月18日      | 電波法庭            | 打破次元壁！2.5次元舞台劇讓角色活生生站在你眼前！                           |                       |
| 2018年8月18日      | 達人上菜            | 為現實開一劑誇張幽默的處方~《醫院也瘋狂》作者雷亞&兩元！                    | 雷亞 兩元             |
| 2018年8月25日      | 里長伯報告 特別企劃 | 戀愛♡搞笑☆戰鬥！中元節必看的「鬼故事」選集                                  |                       |
| 2018年9月1日       | 電波點唱機          | 為你放送最想聽見的歌曲!                                                     |                       |
| 2018年9月1日       | 里民那卡西          | 主啊，請賜給他們永恆的安息——動畫音樂中的安魂曲                              |                       |
| 2018年9月8日       | 里長伯報告          | 大叔x少女怎麼可以這麼甜！國人漫畫《魔法婚約》！                             |                       |
| 2018年9月8日       | 達人上菜            | 從同人走到商業 畫出年齡差CP的浪漫日常 - 漫畫家不理不理布里斯                | 不理不理布里斯        |
| 2018年9月15日      | 里長伯報告          | 一個不曾見過的地府世界！韓國漫畫《與神同行》！                              |                       |
| 2018年9月15日      | 里民那卡西          | 目標！成為最閃亮之星──偶像學園stars!                                        |                       |
| 2018年9月22日      | 里長伯報告 特別企劃 | 校園人際相處情形百百種，動漫開學事件簿！                                    |                       |
| 2018年9月29日      | 里長伯報告          | 相隔14年，續集威力不減的《超人特攻隊》！                                    |                       |
| 2018年9月29日      | 達人上菜            | 把世界帶進臺中 讓世界看見臺灣 - 臺中國際動畫影展                            | 羅令杰                |
| 2018年10月6日      | 電波點唱機          | 為你放送最想聽見的歌曲!                                                     |                       |
| 2018年10月6日      | 里民那卡西          | 科學冒險系列遊戲歌曲的定番組合 - 志倉千代丸x伊藤香奈子                      |                       |
| 2018年10月13日     | 里長伯報告          | 華麗的漫畫世界是真的存在！淺談寶塚歌劇團改編的漫畫                          |                       |
| 2018年10月13日     | 達人上菜            | 發掘特攝幕後的世界 - 特攝達人特製隊                                         | 特製隊成員 珮姐和賴皮 |
| 2018年10月20日     | 里長伯報告          | 外貌就是一切！？韓國人氣條漫《看臉時代》                                    |                       |
| 2018年10月20日     | 里民那卡西          | 不會快轉的動畫ED，有好多都是讓人懷念的名曲                                  |                       |
| 2018年10月27日     | 里長伯報告 特別企劃 | 國際黑貓日(=ФωФ=)一日貓奴，終身貓奴                                         |                       |
| 2018年11月3日      | 電波點唱機          | 為你放送最想聽見的歌曲!                                                     |                       |
| 2018年11月3日      | 達人上菜            | 逐步實現的夢想藍圖～漫畫家－易水翔麟                                        | 易水翔麟              |
| 2018年11月10日     | 里長伯報告 特別企劃 | 光棍節特集-沒談戀愛的你，還有很多事情可以做！                               |                       |
| 2018年11月17日     | 里長伯報告          | 365天都精采，玩遍東京迪士尼樂園的春夏秋冬！                                 |                       |
| 2018年11月17日     | 里民那卡西          | 迪士尼傳奇配樂大師 – 亞倫．孟肯                                             |                       |
| 2018年11月24日     | 電波法庭            | 用漫畫寫歷史-紀錄漫畫                                                       |                       |
| 2018年11月24日     | 達人上菜            | 承載著夢想飛行！漫畫家陳穩升的奇幻旅程                                      | 陳穩升                |
| 2018年12月1日      | 電波點唱機 特別企劃 | 陪你度過冷天的動漫歌曲                                                      |                       |
| 2018年12月8日      | 里長伯報告          | 堅持夢想，永不放棄的單純熱血！經典人氣漫畫《灌籃高手》                      |                       |
| 2018年12月8日      | 里民那卡西          | 保護舞台而戰的非法偶像！？－AKB0048                                         |                       |
| 2018年12月15日     | 里長伯報告          | 可愛又溫馨的偵探解謎事件簿《雷頓神秘偵探社》                                |                       |
| 2018年12月15日     | 達人上菜            | 談戀愛也能學先秦諸子思想？《東周列萌志》製作人「小望」                      | 小望                  |
| 2018年12月22日     | 里長伯報告          | 溫馨懷舊的美味時光～《和風喫茶鹿楓堂》                                      |                       |
| 2018年12月22日     | 里民那卡西          | 你交響曲系？動畫中的貝多芬交響曲                                            |                       |
| 2018年12月29日     | 里長伯報告          | 如彩虹般耀眼的七道光芒－偶像星願                                            |                       |
| 2018年12月29日     | 達人上菜            | 堅持夢想的熱情與細膩的內心世界──漫畫家KARAS                                 | KARAS                 |

| 2019年節目集數列表 | 2019年節目集數列表    | 2019年節目集數列表                                                                         | 2019年節目集數列表          |
| 日期               | 單元                  | 標題                                                                                       | 受訪者                      |
| ------------------ | --------------------- | ------------------------------------------------------------------------------------------ | --------------------------- |
| 2019年1月1日       | 2019年 元旦 特別節目  | 跨年電波點唱機                                                                             | －                          |
| 2019年1月5日       | 電波點唱機            | 為你放送最想聽見的歌曲!                                                                    | －                          |
| 2019年1月5日       | 里民那卡西            | 不斷挑戰自我的演唱會女王－聲優歌手水樹奈奈                                                 | －                          |
| 2019年1月12日      | 里長伯報告 特別企畫   | 真香……打死我都不看的作品竟有這般滋味！                                                     | －                          |
| 2019年1月19日      | 里長伯報告            | 與諸子百家談一場跨時空戀愛！你屬於哪個學派呢？國產獨立開發遊戲《東周列萌志》               | －                          |
| 2019年1月19日      | 達人上菜              | 貓咪+武術=帥氣/可愛全擔當！電影《貓影特工》                                                | 肯特導演                    |
| 2019年1月26日      | 里長伯報告            | 夢想、生命教育、改變，盡在大蝦夷農業高校！──銀之匙                                         | －                          |
| 2019年1月26日      | 里民那卡西            | 那些曾經的童年回憶-動畫中文主題曲                                                          | －                          |
| 2019年2月2日       | 電波點唱機 特別企劃   | 好菜準備上桌！新年必吃的絕品美食                                                           | －                          |
| 2019年2月9日       | 達人上菜              | 季風襲來！紀實漫畫《熱帶季風》與慢工出版社社長黃珮珊                                       | 黃珮珊                      |
| 2019年2月16日      | 里長伯報告            | 世間萬物皆有靈，一定要好好珍惜物品喔《見習神仙精靈》                                       | －                          |
| 2019年2月16日      | 里民那卡西            | 大家的歌單裡都有一首！神級作詞家畑亞貴～                                                   | －                          |
| 2019年2月23日      | 里長伯報告            | 就算變成喪屍也可以實現夢想《佐賀偶像是傳奇》                                               | －                          |
| 2019年2月23日      | 達人上菜              | 跌進多元文化與民俗傳說交錯的奇幻冒險世界 - 漫畫家 Nofi                                     | Nofi                        |
| 2019年3月2日       | 電波點唱機            | 為你放送最想聽見的歌曲!                                                                    | －                          |
| 2019年3月2日       | 里民那卡西            | 日K動漫金曲靠邊站！同劇歌曲要出頭～                                                        | －                          |
| 2019年3月9日       | 里長伯報告 特別企畫   | 3/8婦女節特集-女力大爆發，動漫中那些帥氣的女性角色！                                       | －                          |
| 2019年3月16日      | 里長伯報告            | 謊言與罪惡交織的殘酷遊戲,想辦法逃離這裡吧！                                                | －                          |
| 2019年3月16日      | 達人上菜              | 新人漫畫家與編輯的兩人三腳：漫畫家秋橙老師&編輯小壁虎                                      | 秋橙 小壁虎                 |
| 2019年3月23日      | 電波法庭 ≡推坑的審判  | 一個人去迪士尼，也可以很好玩！                                                             | －                          |
| 2019年3月23日      | 里民那卡西            | 偶像X電子音樂X古風=SING女團                                                                | －                          |
| 2019年3月30日      | 里長伯報告            | 不只是將棋！打破孤獨，進入《三月的獅子》的溫暖日常                                         | －                          |
| 2019年3月30日      | 達人上菜              | 從遊戲中窺見世界——議題實境遊戲創作團隊聚樂邦                                               | 林志育 吳亞軒               |
| 2019年4月6日       | 電波點唱機            | 為你放送最想聽見的歌曲!                                                                    | －                          |
| 2019年4月6日       | 里民那卡西            | 里民那卡西 叫我榮譽市民我會害羞啦~蠟筆小新經典片頭曲!                                      | －                          |
| 2019年4月13日      | 里長伯報告            | 少女漫只能談情說愛？看懸疑少女漫給妳不一樣的戀愛！                                         | －                          |
| 2019年4月13日      | 達人上菜              | 帶著古典詩詞穿越現代！不一樣的音樂手遊《陽春白雪》製作人─彥文                              | 彥文                        |
| 2019年4月20日      | 里長伯報告            | 一起出發去南極吧！《比宇宙更遠的地方》                                                     | －                          |
| 2019年4月20日      | 里民那卡西            | 帶一把吉他，寫一手好詞 – 創作歌手秦基博                                                    | －                          |
| 2019年4月27日      | 達人上菜              | 既美麗，又好玩，卻殘酷——桌遊創作團隊迷走工作坊                                             | 遊戲製作人KJ 遊戲設計師小鄧 |
| 2019年5月4日       | 電波點唱機            | 為你放送最想聽見的歌曲!                                                                    | －                          |
| 2019年5月4日       | 里民那卡西            | 《ClassicaLoid》古典大師X當代名人=爆ㄎㄧㄤ音樂家                                           | －                          |
| 2019年5月11日      | 里長伯報告 特別企劃   | 我老媽也追動漫！                                                                           | －                          |
| 2019年5月18日      | 達人上菜              | 在熱血擂臺上百花怒放！《金甲玫瑰》作者「鐵柱」老師                                         | 鐵柱 蘇微希                 |
| 2019年5月25日      | 里長伯報告            | 覺醒、修復、重生！《SSSS.GRIDMAN》                                                         | －                          |
| 2019年5月25日      | 里民那卡西            | 全部給我跑起來！！！里民私藏的運動用BGM                                                    | －                          |
| 2019年6月1日       | 電波點唱機            | 為你放送最想聽見的歌曲!                                                                    | －                          |
| 2019年6月1日       | 達人上菜              | 熱血獅吼執教鞭：漫畫家－曾建華老師                                                         | 曾建華                      |
| 2019年6月8日       | 里長伯報告            | 正義？邪惡？其實互為表裡─《殺戮重生犬屋敷》                                                | －                          |
| 2019年6月8日       | 里民那卡西            | 和風、電音、百變！音樂雙人組合──GARNiDELiA                                                 | －                          |
| 2019年6月15日      | 里長伯報告 特別企劃   | 畢業告白季！告白你的動漫初戀~                                                              | －                          |
| 2019年6月22日      | 里長伯報告            | 嚇到抖還是笑到抖？爆笑恐怖漫畫讓你笑到背脊發涼！                                           | －                          |
| 2019年6月22日      | 達人上菜              | 畢製也能大放異彩！《死神訓練班》導演&漫畫家─費子軒                                         | 費子軒                      |
| 2019年6月29日      | 里長伯報告            | 橫越60年找回自己的色彩《來自繽紛世界的明日》                                               | －                          |
| 2019年6月29日      | 里民那卡西            | 身為製作人真是太好了 – 《偶像大師 百萬人演唱會！劇場時光》                                 | －                          |
| 2019年7月6日       | 電波點唱機            | 為你放送最想聽見的歌曲!                                                                    | －                          |
| 2019年7月6日       | 達人上菜              | 不只是妖怪——跨媒材創作團隊臺北地方異聞工作室                                               | 小波                        |
| 2019年7月13日      | 里長伯報告            | 馥桂吉祥                                                                                   | －                          |
| 2019年7月13日      | 里民那卡西            | 薩克斯風，樂器名，為英語saxophone的音譯。                                                  | －                          |
| 2019年7月20日      | 里長伯報告            | 探索時間旅行！穿梭DC漫威兩大美漫宇宙~                                                      | －                          |
| 2019年7月20日      | 達人上菜              | 又燃又發人省思 走入《龍朝大都》的冒險故事 - 漫畫家 BARZ Jr.                                | BARZ                        |
| 2019年7月27日      | 里長伯報告            | 笑中帶淚，一同與主角成長！屬於你我的《特殊傳說》                                           | －                          |
| 2019年7月27日      | 里民那卡西            | 讓傳說更加鮮明的經典歌曲                                                                   | －                          |
| 2019年8月3日       | 電波點唱機            | 為你放送最想聽見的歌曲!                                                                    | －                          |
| 2019年8月3日       | 臺灣原創吧            | 一頁一世界——極短篇漫畫集《哀傷浮游》VS《城市裡有時候》                                     | －                          |
| 2019年8月10日      | 里長伯報告 父親節特企 | 老爸在做什麼?有沒有空?要不要來看動漫?                                                      | －                          |
| 2019年8月17日      | 里長伯報告            | 女子無才便是德？國人漫畫《花嫁》、《胭脂錯》讓你瞧瞧不屈傳統的女子！                       | －                          |
| 2019年8月17日      | 達人上菜              | 堅持一輩子做自己喜歡的工作 - 漫畫家 韋蘺若明                                               | 韋蘺若明                    |
| 2019年8月24日      | 里長伯報告            | GAME START！讓遊戲高手醫生拯救病患！──假面騎士EX-AID                                       | －                          |
| 2019年8月24日      | 里民那卡西            | 可愛、瘋狂與沈穩的三人樂團組合-- Unison Square Garden                                      | －                          |
| 2019年8月31日      | 達人上菜              | 動漫與劇場的絕妙蕉流! 《陰間條例 x 冥戰錄》舞台劇– 開拓動漫代表蓉珮X貪食德工作室編劇王健任 | 曾蓉珮 王健任               |
| 2019年9月7日       | 電波點唱機            | 為你放送最想聽見的歌曲!                                                                    | －                          |
| 2019年9月7日       | 臺灣原創吧            | 清領時期臺灣的茶葉貿易～漫談《異人茶跡》                                                   | －                          |
| 2019年9月14日      | 里長伯報告            | 那些年玩不完的笑傲江湖                                                                     | －                          |
| 2019年9月14日      | 里民那卡西            | 各具魅力，互相調和的四人美聲 – 女子聲優團體「Sphere」                                      | －                          |
| 2019年9月21日      | 里長伯報告            | 半獸少年要當驅邪道士？！《血黑犬》                                                         | －                          |
| 2019年9月21日      | 達人上菜              | 從接案拓展至創作 - 插畫漫畫家Gs.灰階與想方子設計工作室負責人卡洛琳                         | Gs.灰階 卡洛琳              |
| 2019年9月28日      | 里長伯報告            | 老師好辛苦！動漫作品中困境重重的老師                                                       | －                          |
| 2019年9月28日      | 里民那卡西            | 老師謝謝您！專屬老師的動畫音樂！                                                           | －                          |
| 2019年10月5日      | 電波點唱機            | 為你放送最想聽見的歌曲!                                                                    | －                          |
| 2019年10月5日      | 臺灣原創吧            | 不良少年與病弱少女的成長日記～漫談《許個願吧！大喜》                                       | －                          |
| 2019年10月12日     | 達人上菜              | 跨領域的超high熱血主持人 動漫主持人 大熊                                                   | 大熊                        |
| 2019年10月19日     | 里長伯報告            | 日本動漫作品當中的外國人角色                                                               | －                          |
| 2019年10月19日     | 里民那卡西            | 盤點那些演唱過日本動漫主題曲的外國人                                                       | －                          |
| 2019年10月12日     | 達人上菜              | 第三屆「台灣漫畫節」呼喚台灣的漫畫英雄！                                                   | 賴有賢 鄭硯允 仇鵬欽        |
| 2019年11月2日      | 電波點唱機            | 為你放送最想聽見的歌曲!                                                                    | －                          |
| 2019年11月2日      | 臺灣原創吧            | 回憶和電影的消逝與修復~《消逝的後街光影》》                                                | －                          |
| 2019年11月9日      | 里長伯報告            | 你睇過幾多部？——香港漫畫在臺灣                                                             | －                          |
| 2019年11月9日      | 里民那卡西            | 迪士尼動畫電影躍上百老匯舞台，竟然藏了這些原創歌曲！                                       | －                          |
| 2019年11月16日     | 里長伯報告 特別企劃   | 大學生忙什麼？在動漫中看見那些年的自己~                                                    | －                          |
| 2019年11月23日     | 達人上菜              | 達人上菜 左手給你戀愛，右手給你驚魂！漫畫編劇食夢蟹                                        | 食夢蟹                      |
| 2019年11月30日     | 里長伯報告            | 陪伴大家一起長大的20週年人氣動畫                                                           | －                          |
| 2019年11月30日     | 里民那卡西            | 朝著夢想奔馳的決心──KIMERU                                                                 | －                          |
| 2019年12月7日      | 電波點唱機            | 為你放送最想聽見的歌曲!                                                                    | －                          |
| 2019年12月7日      | 臺灣原創吧            | 為消逝的歲月展開復仇——漫畫《奧德曼》                                                       | －                          |
| 2019年12月14日     | 里長伯報告            | 北宋風雲傳                                                                                 | －                          |
| 2019年12月14日     | 達人上菜              | 可動式人偶玩轉世界 人偶原型師蔣正廷Ethan                                                   | 蔣正廷Ethan                 |
| 2019年12月21日     | 里長伯報告            | 那個年代的英雄夢 城市獵人                                                                  | －                          |
| 2019年12月21日     | 里民那卡西            | 致敬音樂界的原創音樂動畫作品《CAROLE & TUESDAY》                                           | －                          |
| 2019年12月28日     | 里長伯報告            | 女孩兒當自強！漫畫家林玉琴筆下的堅強女孩們                                                 | －                          |
| 2019年12月28日     | 達人上菜              | 愛、勇氣與堅強~少女漫畫家林玉琴老師的創作仙境                                              | －                          |

| 2020年節目集數列表 | 2020年節目集數列表  | 2020年節目集數列表                                           | 2020年節目集數列表 |
| 日期               | 單元                | 標題                                                         | 受訪者             |
| ------------------ | ------------------- | ------------------------------------------------------------ | ------------------ |
| 2020年1月4日       | 電波點唱機          | 為你放送最想聽見的歌曲!                                      | －                 |
| 2020年1月4日       | 臺灣原創吧          | 可愛魔幻又虐心的異想世界——漫畫《執業魔女PicoPico》           | －                 |
| 2020年1月11日      | 里長伯報告          | 異色少女漫──篠原千繪懸疑作品！                               | －                 |
| 2020年1月11日      | 里民那卡西          | 熱血青春中的一抹惋惜──ROOKiEZ is PUNK'D                      | －                 |
| 2020年1月18日      | 達人上菜            | 為你的漫畫品味開一扇窗——另類漫畫書店Mangasick                | 老B 黃尖           |
| 2020年1月25日      | 里長伯報告 特別企劃 | 過年只想宅在家～一起來補長篇動畫作品                         | －                 |
| 2020年2月1日       | 電波點唱機          | 為你放送最想聽見的歌曲!                                      | －                 |
| 2020年2月8日       | 里長伯報告          | 《流汗吧！健身少女》燃燒你的運動魂                           | －                 |
| 2020年2月15日      | 里民那卡西          | 你我都耳熟能詳的平成時期動畫歌曲                             | －                 |
| 2020年2月22日      | 臺灣原創吧          | 《大城小事》——小人物的城市群像                               | －                 |
| 2020年2月29日      | 達人上菜            | 聲優不只超人氣，也超認真學習！配音員宋昱璁專訪               | 宋昱璁             |
| 2020年3月7日       | 電波點唱機          | 為你放送最想聽見的歌曲!                                      | －                 |
| 2020年3月14日      | 里長伯報告          | 曇花一現的臉書遊戲風潮                                       | －                 |
| 2020年3月21日      | 臺灣原創吧          | 成為夢想中的那個角色——漫畫《唯妙唯俏COS社》                  | －                 |
| 2020年3月28日      | 達人上菜            | 再忙也要畫漫畫,藥廠老闆&漫畫家──黃熙文                       | 黃熙文             |
| 2020年4月4日       | 電波點唱機          | 為你放送最想聽見的歌曲!                                      | －                 |
| 2020年4月11日      | 臺灣原創吧          | 包覆在熱血戰鬥之下的臺灣信仰文化——漫畫《冥戰錄～天妃現世～》 | －                 |
| 2020年4月18日      | 達人上菜            | 一個福爾摩莎人在法國——漫畫家林莉菁與他的紀實作品             | 林莉菁             |
| 2020年4月25日      | 里長伯報告          | 企鵝鵝鵝鵝~一起在「世界企鵝日」關注企鵝！                    | －                 |

## 外部連結
- 動漫我要聽的Facebook專頁
- 動漫我要聽 （页面存档备份，存于）的YouTube頻道
- 動漫我要聽的Plurk專頁